# Harry Kane
Pour les articles homonymes, voir Kane.
Harry Kane né le 28 juillet 1993 à Walthamstow, dans le Grand Londres, est un footballeur international anglais qui joue au poste d'attaquant au Bayern Munich. Considéré comme l'un des meilleurs attaquants au monde, il se distingue par son excellent placement, son jeu de tête et sa finition absolument clinique.
Son début de carrière est marqué par une multitude de prêts dans les différentes divisions du football anglais qui ne sont pas concluants. Harry Kane n'est révélé qu'à l'âge de 22 ans lors de la saison 2014-2015, où il commence à s'illustrer sous le maillot de Tottenham Hotspur comme un buteur redoutable. Il s'impose comme étant l'un des meilleurs joueurs du championnat anglais, dont il termine meilleur buteur en 2016, 2017 et 2021, année où il termine également meilleur passeur, et atteint la finale de la Ligue des champions en 2019 avec les Spurs. En 2023, il devient le meilleur buteur de l'histoire du club, devançant le légendaire attaquant Jimmy Greaves et ses 266 buts. La même année, son départ après plus d'une décennie passée sous les couleurs du club londonien pour le Bayern Munich contre 100 millions d'euros fait de lui la recrue la plus chère de l'histoire de la Bundesliga.
Souvent considéré comme le chat noir de l'équipe malgré ses bonnes statistiques individuelles, il n'avait, jusqu'en mai 2025, jamais remporté de titre, en club comme en sélection nationale, avec six finales perdues,,. Il brise la malédiction en remportant sous les couleurs bavaroises la Bundesliga, après une première saison blanche au club, une anomalie au Bayern Munich.
En sélection, Harry Kane fait ses débuts avec l'équipe d'Angleterre en 2015 et devient capitaine de la sélection trois ans plus tard. Il participe à la Coupe du monde 2018, où il termine à la quatrième place et remporte le soulier d'or du tournoi (six buts), et à l'édition 2022 achevée en quart-de-finale. Les Three Lions sont également double-finalistes du championnat d'Europe 2021 et 2024 s'inclinant en finale respectivement contre l'Italie et l'Espagne. Depuis 2023, Kane est le meilleur buteur de l'histoire des Three Lions devant Wayne Rooney.

## Biographie

### Jeunesse et formation londonienne (2001-2011)
Harry Kane est né le 28 juillet 1993 à Walthamstow. Il a une ascendance irlandaise qui lui vient de la famille de son père, Patrick Kane. Sa famille est en grande partie composée de supporters de Tottenham Hotspur, le club du nord de Londres localisé non loin du domicile des Kane, et le jeune Harry fait des Spurs Teddy Sheringham et Jermain Defoe ses idoles de jeunesse. Kane commence à jouer au football dans le club amateur de Ridgeway Rovers en 1999, avant d'être recruté par l'académie de jeunes d'Arsenal en 2001. Cependant, au bout d'un an, il est libéré par les Gunners, qui jugent qu'il n'est alors « pas assez athlétique ». En 2015, Arsène Wenger, le coach d'Arsenal, déclare regretter cette décision qu'il considère comme une erreur. Il passe également des essais avec Tottenham Hotspur, le rival d'Arsenal et son club de cœur, mais qui s'avèrent être un échec et il revient à Ridgeway Rovers. Il rejoint finalement l'académie de Watford en 2004, et lors d'un match face aux jeunes de Tottenham, Kane impressionne, ce qui lui vaut de rejoindre enfin l'académie des Spurs. Il commence alors par évoluer au poste de milieu de terrain, ce qui lui permet d'aiguiser son sens de la passe et sa vision de jeu, avant d'être repositionné en buteur.

### Multiples prêts (2011-2013)
En dépit de très bons matchs en équipe de jeunes, Harry Kane ne parvient pas à se faire une place dans le groupe professionnel de Harry Redknapp qui décide de le prêter à Leyton Orient, club de League One, en janvier 2011. Il fait ses débuts professionnels contre Rochdale lors d'un nul (1-1). Le match suivant et la réception de Sheffield Wednesday, Harry Kane inscrit son premier but en professionnel (4-0). Lors de la 32e journée de League One et la réception de Bristol Rovers, Kane entre en jeu à vingt minutes de la fin de la partie et s'offre un doublé en cinq minutes (4-1). Durant ses six mois de prêt, Harry Kane trouvera le chemin des filets à 5 reprises en 18 rencontres mais Leyton Orient termine septième, à un point des places de barragiste pour l'accession à la division supérieure.
De retour à Tottenham, Harry Kane étrenne pour la première fois le maillot des Spurs à White Hart Lane lors du match retour des barrages de l'Europa Ligue face à Heart of Midlothian (0-0). Harry Redknapp ne comptant pas sur lui en Championnat, Kane doit se contenter de bout de matchs en Coupe d'Europe. Ainsi, il inscrit son premier but professionnel pour Tottenham le 15 décembre 2011 face au Shamrock Rovers après être entré en fin de rencontre (0-4). Troisième de son groupe, Tottenham est éliminé de la compétition et Harry Kane comprend qu'il va devoir trouver du temps de jeu ailleurs qu'à Tottenham.
Le 29 décembre 2011, il rejoint Millwall, club de Championship, en compagnie de son coéquipier Ryan Mason. Il prend part à sa première rencontre avec son nouveau club le 3 janvier 2012 contre Bristol City mais ne peut éviter la défaite (1-0). Lors du replay du troisième tour de FA Cup, Harry Kane réalise son meilleur match en pro en inscrivant un doublé et donnant une assist pour une victoire 5-0 contre Dagenham & Redbridge. Au tour suivant, c'est Southampton qui fera les frais de la forme de Kane qui donnera deux passes décisives lors du replay gagné à l'extérieur (2-3) avant de se faire éliminer par Bolton en huitièmes (0-2). En Championship, Harry Kane explose à partir de la 33e journée, inscrivant 7 buts en 13 journées et permettant à son club de se maintenir en deuxième division. Au total, Harry Kane prend part à 29 matchs dont 22 de Championship pour 9 buts toutes compétitions confondues. Le jeune attaquant est élu Meilleur jeune joueur de Millwall de la saison.
À son retour à Tottenham, Harry Redknapp est remplacé par André Villas-Boas qui décide d'incorporer Harry Kane au groupe professionnel pour le stage de pré-saison aux États-Unis où il inscrit notamment un triplé contre Southend United en préparation. Le 18 août 2012, Harry Kane goûte à ses premières minutes de Premier League en entrant en jeu lors de la défaite contre Newcastle (2-1). Barré par Gareth Bale, Emmanuel Adebayor ou Jermain Defoe, Harry Kane est envoyé en prêt tout à la fin du mercato estival, en Premier League cette fois-ci, à Norwich. Malheureusement pour lui, l'attaquant se blesse et ne rentre jamais dans les plans de son entraîneur, Chris Hughton, ne disputant que 5 matchs dont 3 de Premier League.
Le 29 décembre 2012, Tottenham décide de rappeler son jeune attaquant pour le prêter deux mois plus tard à Leicester, club de Championship visant la montée en Premier League. Il trouve le chemin des filets pour sa deuxième apparition face à Blackburn (3-0) et contribue à la sixième place des siens, synonyme de barrage d'accession à la division supérieure. En Play-Off, Leicester s'impose 1-0 contre Watford lors du match aller. Le match retour est un véritable scénario catastrophe puisqu'alors mené 2-1 mais qualifié grâce à la règle du but à l'extérieur, Leicester et Anthony Knockaert obtiennent un penalty à la 90+7e qui pourrait sceller définitivement leur qualification. Knockaert se manque mais alors que la qualification semble tout de même acquise, Watford inscrit un troisième but à la 90+10e qui prive Leicester du match décisif pour la montée (3-1). Durant son prêt à Leicester, Harry Kane aura disputé 15 matchs toutes compétitions confondues pour 2 buts.

### Tottenham Hotspur (2013-2023)

#### Saison 2013-2014
Harry Kane a une nouvelle chance de percer dans son club formateur puisque l'entraîneur portugais, André Villas-Boas, compte sur lui après le départ de Gareth Bale au Real Madrid et malgré les arrivées de Nacer Chadli, Roberto Soldado, Christian Eriksen ou encore Erik Lamela. Numéro 37 sur le dos, Kane dispute ses premières minutes face au Dinamo Tbilissi lors du tour préliminaire d'Europa Ligue aller (0-5) puis au retour (3-0) pour une qualification pour la phase de groupes. Le 22 septembre 2013, Kane dispute les dernières minutes de la victoire contre Cardiff lors de la cinquième journée de Premier League (0-1). Le 30 octobre 2013, le jeune Kane remplace Nacer Chadli contre Hull City en Huitième de finale de Coupe de la Ligue. Lors des prolongations, l'adversaire prend un but d'avance mais Kane égalise en inscrivant son premier de la saison avant de transformer son tir-au-but et de voir les siens se qualifier (2-2 a.p ; 10-9 t.a.b). Harry Kane alors en forme se blesse et est éloigné des terrains pendant un mois. À son retour, André Villas-Boas a été licencié et remplacé par Tim Sherwood, son adjoint, qui décèle en Harry Kane de réelles capacités de buteur. Après une élimination en huitième de finale de C3 par le Benfica Lisbonne (3-1 ; 2-2), Harry Kane connait sa première titularisation en Premier League le 7 avril 2014 lors de la 32e journée contre Sunderland où il inscrit son premier but en Championnat et distribue sa première passe décisive pour Emmanuel Adebayor (5-1). La journée suivante, il inscrit un nouveau but contre West Bromwich Albion (3-3) puis contre Fulham le match d'après (3-1). Depuis trois journées, Kane est titulaire et ne sortira plus de l'équipe-type de Sherwood jusqu'à la fin de saison. Pour sa première saison entière à White Hart Lane, Harry Kane aura joué 19 rencontres dont 10 en Premier League pour 4 buts et aura surtout changé de statut grâce à une fin de saison canon permettant aux Spurs de terminer à la sixième place synonyme de qualification pour l'Europa Ligue.

#### Saison 2014-2015

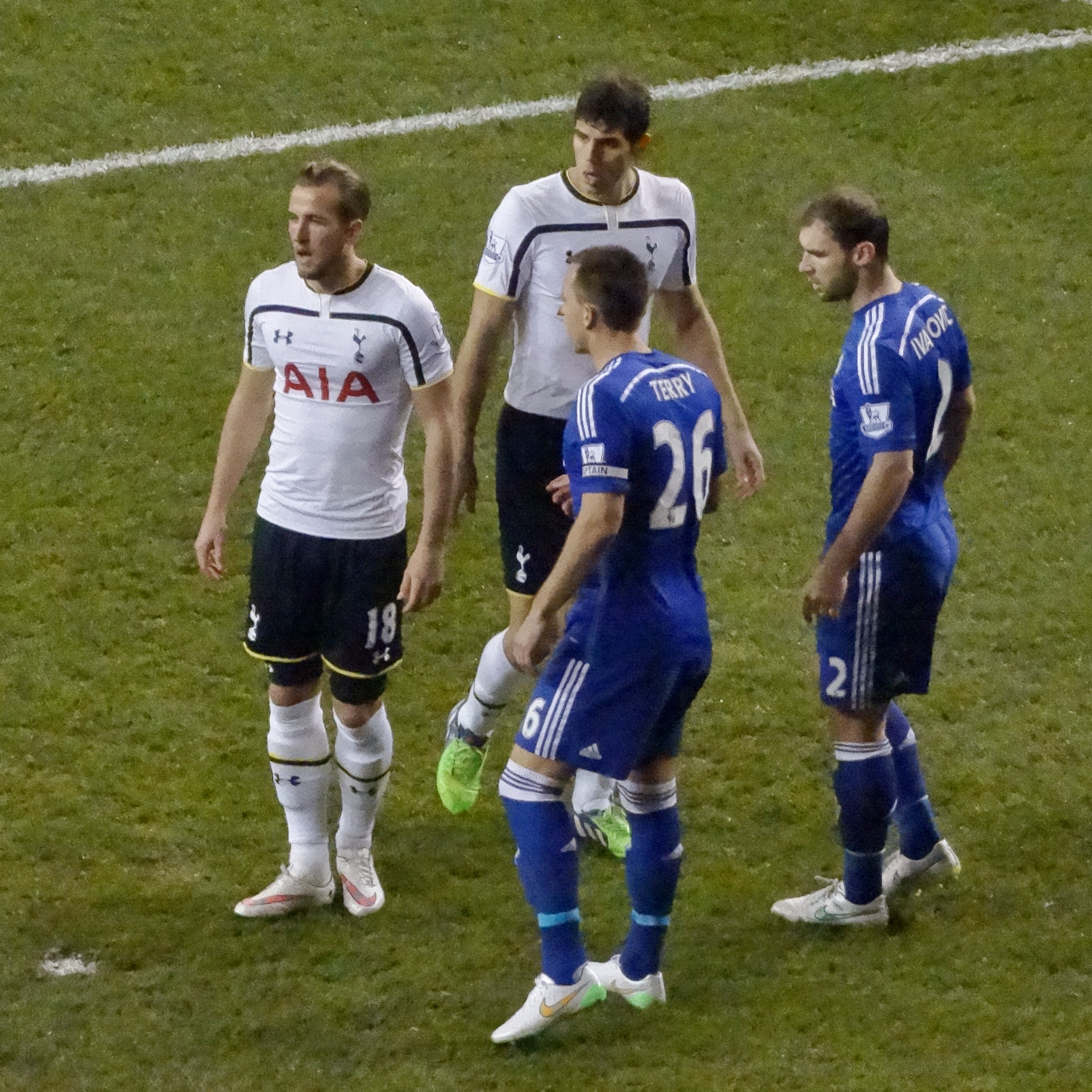
Harry Kane lors du 5-3 de Tottenham face à Chelsea, en fevrier 2015.

Avec l'arrivée de Mauricio Pochettino à la place de Tim Sherwood à la tête de l'équipe première de Tottenham, Harry Kane se voit récompenser de fin de saison dernière et prolonge son contrat jusqu'en 2019 et change son no 37 pour le no 18. L'Argentin lui donne sa chance dès la première journée de Premier League en le faisant entrer en fin de partie contre Manchester United où il donne le but de la victoire à Eric Dier au bout du temps additionnel (0-1). Kane est titulaire lors du tour préliminaire d'Europa Ligue face à Limassol et inscrit le but de la victoire en fin de match (1-2) puis récidive au match retour (3-0). Le 23 octobre 2014, il inscrit un triplé contre l'Asteras Tripolis en Coupe d'Europe avant de finir le match dans les cages à la suite de l'expulsion d'Hugo Lloris où il commettra une faute de main (5-1). Le 2 novembre 2014, alors que son équipe est menée face à Aston Villa, Kane entre en jeu et inverse la tendance en donnant le but de la victoire tout à la fin de match (1-2). Dès lors, Mauricio Pochettino, qui hésitait jusque-là à lui faire confiance, en fait son avant-centre titulaire aux dépens de Roberto Soldado. Il marque une nouvelle fois lors de la 12e journée contre Hull City (1-2). De la 16e à la 18e journée, il marque lors de trois victoires consécutives contre Swansea (1-2), Burnley (2-1) et son ancien club Leicester (1-2). Kane explose littéralement aux yeux de l'Europe avec un début de saison tonitruant, les Anglais en font désormais l'un de leurs grands espoirs pour porter l'équipe nationale à l'Euro 2016. Le 1er janvier 2015, Tottenham Hotspur reçoit l'ogre et leader Chelsea à White Hart Lane, c'est le moment choisi par Harry Kane pour humilier l'équipe de José Mourinho en inscrivant un doublé et en offrant deux passes décisives à Andros Townsend puis Nacer Chadli pour une éclatante victoire 5-3. Auteur de 18 buts en 32 matchs, Harry Kane voit Tottenham lui proposer une nouvelle prolongation jusqu'en 2020 avec un salaire doublé atteignant les 2,5 millions € annuel,. Alors qu'une photo de Kane avec le maillot d'Arsenal, éternel rival de son club, à l'âge de 8 ans sort dans les médias et déchaine les passions, le jeune attaquant fait taire ses détracteurs lors du derby contre les Gunners en s'offrant un doublé qui permet à son équipe de s'imposer 2-1. Sa superbe saison ne passe pas inaperçue et tape dans l'œil du sélectionneur national, Roy Hodgson qui pourrait lui faire connaître sa première cape. Le 13 février 2015, Harry Kane est élu Joueur du mois de janvier avec 5 buts en 3 matchs. En Europa Ligue, Tottenham sort en tête du Groupe C mais se fait éliminer dès les Seizièmes de finale par la Fiorentina, Harry Kane ne faisant qu'entrer en jeu lors des deux matchs (1-1 ; 2-0). Porté par un excellent Harry Kane, les Spurs atteignent la finale de la League Cup où ils échouent face aux Blues de Chelsea trois jours après l'élimination en C3 (2-0).

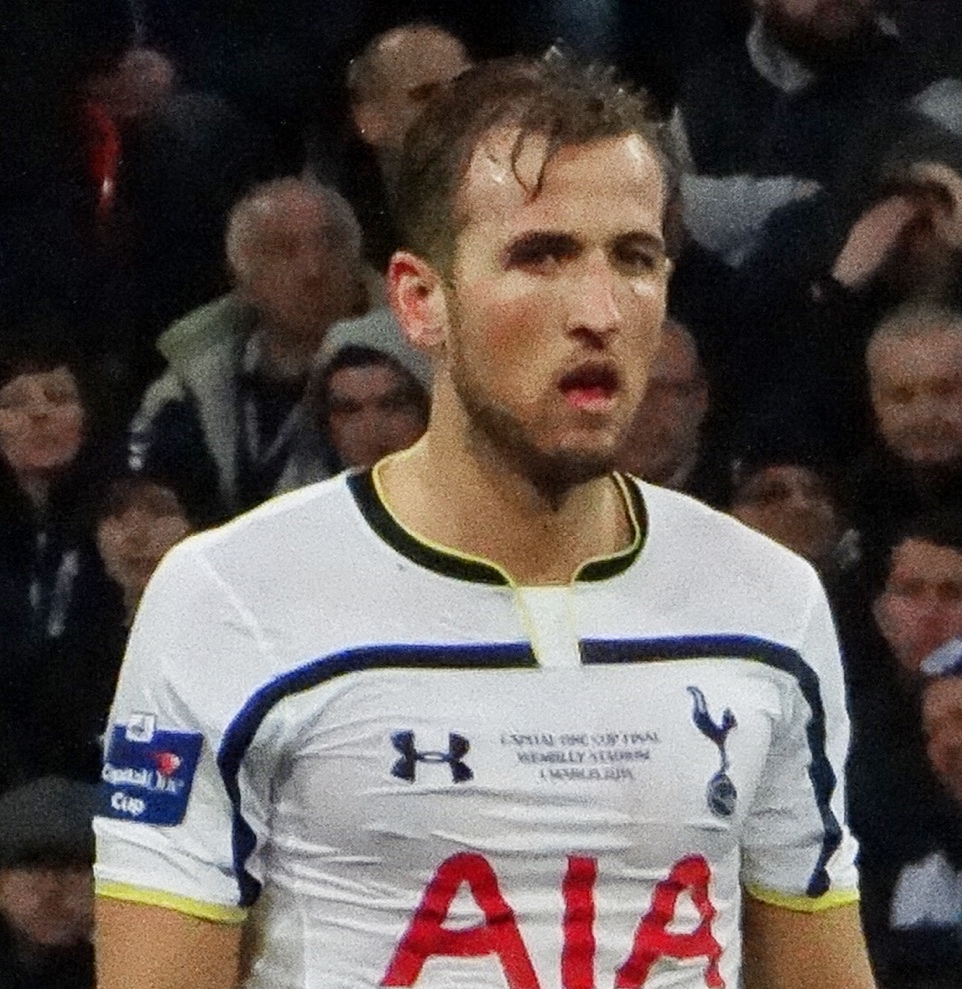
Kane lors de la finale de la League Cup face à Chelsea.

En match en retard de la 27e journée de Premier League contre les Queens Park Rangers, Harry Kane inscrit un nouveau doublé et porte son total de buts dans la compétition à 14, 26 toutes compétitions confondues. Le 7 mars 2015, il est élu Meilleur jeune londonien de l'année lors des London Football Awards avant d'être élu Joueur du mois de février grâce à 4 buts en 3 matchs et conserver son titre deux mois consécutivement comme Cristiano Ronaldo, Dennis Bergkamp ou Robbie Fowler dans le cercle des doubles vainqueurs consécutifs de cette récompense. Ses statistiques lui valent d'être surnommé "HurryKane" par les Anglais, jeu de mots avec le mot « Hurricane » signifiant « Ouragan » en anglais. Il n'en fallait pas plus pour qu'on le compare déjà à Gareth Bale, ancien chouchou de White Hart Lane. Deux jours après avoir été appelé pour la première fois en sélection nationale, face à Leicester City, son ancien club, Harry Kane s'offre son premier triplé en Premier League et succède à... Gareth Bale, dernier Spurs à avoir inscrit un triplé. (4-3). Il devient par la même occasion le meilleur buteur du Championnat avec 19 unités, dépassant ainsi Diego Costa, meilleur réalisateur depuis le début de la saison. Le 5 avril 2015, lors du match contre Burnley, il est promu capitaine des Spurs en l'absence d'Hugo Lloris, pour la première fois de sa jeune carrière (0-0). Le 27 avril 2015, il est élu Meilleur jeune joueur de Premier League pour la saison 2014-2015 devançant ainsi Eden Hazard qui sera élu meilleur joueur de l'année devant lui. Il inscrit son 20e but contre Newcastle (1-3) mais face à son rival en la matière Sergio Agüero et Manchester City, il perd son duel de buteur, l'Argentin inscrivant le seul but de la rencontre et portant son total à 22 réalisations cette saison (1-0). Il ne retrouvera le chemin des filets que lors de l'ultime journée et un déplacement périlleux à Everton où il inscrit le seul but du match (0-1) permettant aux siens de terminer à la cinquième place du Championnat synonyme de qualification directe en Ligue Europa. Au total cette saison, Harry Kane aura pris part à 51 rencontres pour 31 buts toutes compétitions confondues dont 21 en Championnat pour 31 matchs faisant de lui le deuxième meilleur buteur de la compétition.

#### Saison 2015-2016
Porteur du numéro 10 depuis le départ d'Emmanuel Adebayor, il faut attendre la septième journée de Premier League et le carton face à Manchester City pour voir Harry Kane débloquer son compteur but (4-1). Le 25 octobre et le déplacement à Bournemouth, Harry Kane inscrit un triplé (1-5) avant d'inscrire deux nouveaux buts lors de la victoire contre Aston Villa (3-1) et du nul lors du North London derby à Arsenal (1-1) entrecoupés d'une réalisation en Ligue Europa pour battre Anderlecht (2-1). Lors du Boxing Day face à Norwich, Kane s'offre un doublé et devient le meilleur buteur de l'histoire de Tottenham sur une année civile avec 27 réalisations en 2015, battant ainsi Teddy Sheringham et ses 26 buts lors de l'année 1993.

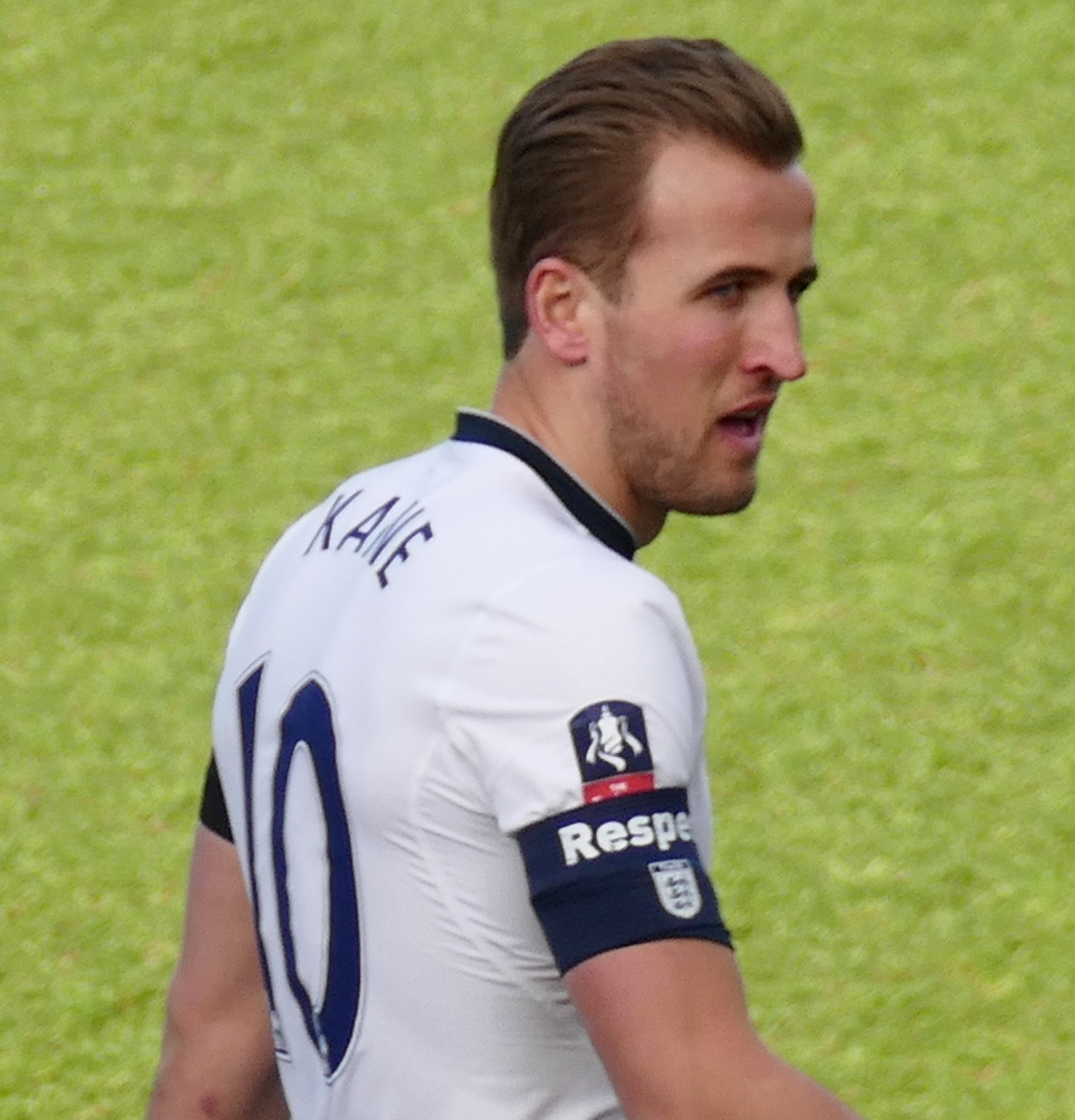
Kane lors d'un match de FA Cup avec Tottenham en 2016.

Quelques jours après l'élimination de Spurs en huitièmes de finale de la Ligue Europa par le Borussia Dortmund (3-0 ; 1-2), Kane s'offre un doublé lors de la 31e journée contre Bournemouth (3-0), devenant ainsi le meilleur buteur de la Premier League avec 21 réalisations, soit autant que la saison passée puis le dépasse le 2 avril 2016 lors du déplacement à Liverpool où il inscrit le but égalisateur, son 22e de la saison et est élu Jour du Mois de Mars. Lors de la 38e et dernière journée, les Spurs explosent en plein vol face au relégué de Newcastle (5-1) et perdent la deuxième place au profit de l'ennemi intime d'Arsenal, mais cette troisième permettra aux Londoniens de jouer la Ligue des champions la saison prochaine.
Second la saison dernière derrière Sergio Agüero, Harry Kane tient sa revanche d'un petit but sur l'Argentin et est sacré meilleur buteur de Premier League, une première pour un Anglais depuis 16 ans, avec 25 buts inscrits en 38 matchs pour celui qui aura donc pris part à chacune de rencontres de son club en Championnat cette saison. Toutes compétitions confondues, l'Anglais enregistre 28 buts en 50 parties disputées.

#### Saison 2016-2017

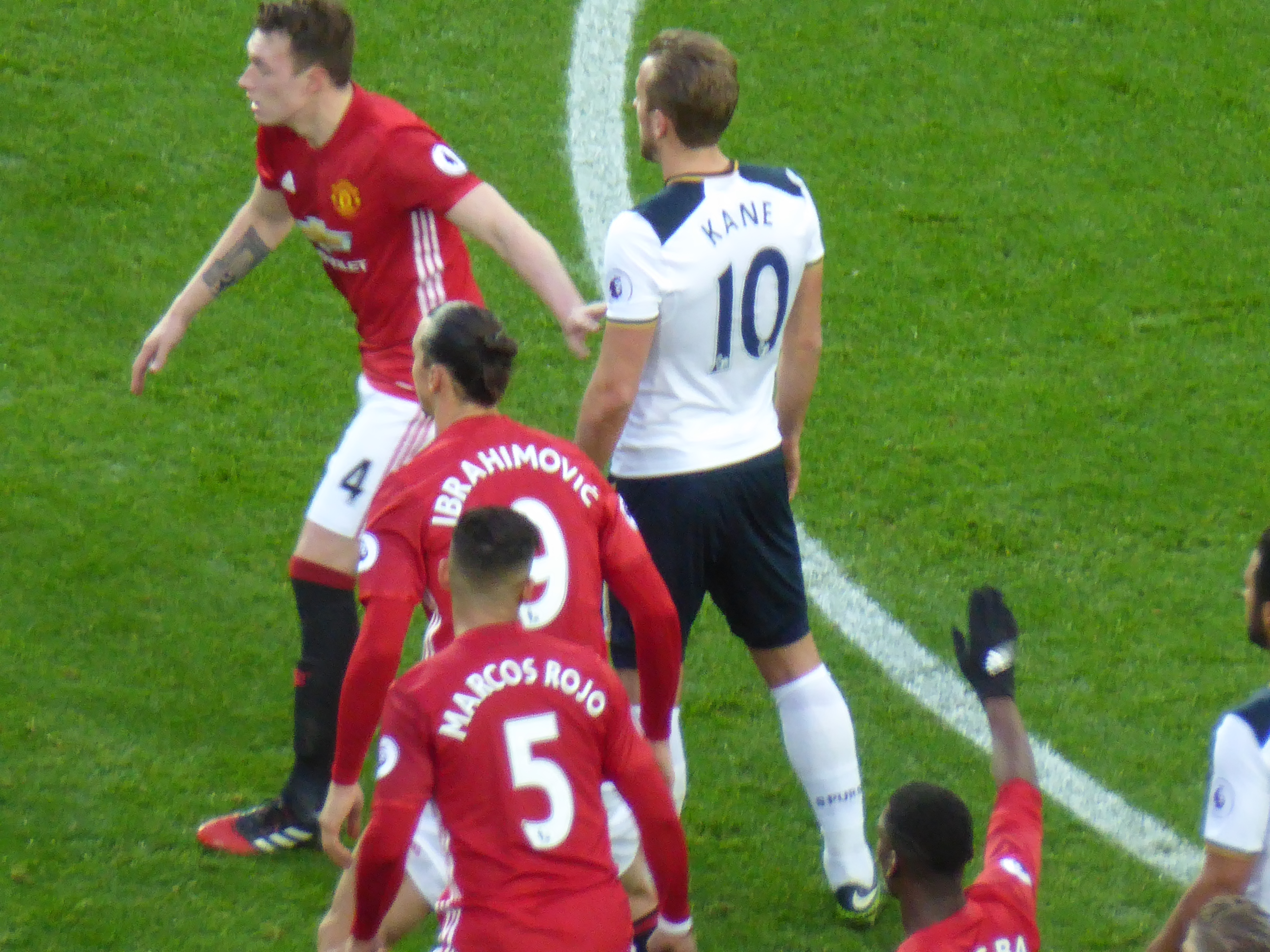
Kane sous les couleurs des Spurs fin 2016.

Comme lors de la précédente saison, Harry Kane ne parvient pas à marquer lors du mois d'août mais trouve le chemin des filets lors de la quatrième journée du championnat lors d'une victoire contre Stoke City (0-4). Il marque ensuite l'unique but de la rencontre opposant les siens à Sunderland (1-0). Il retrouve le chemin des filets lors du North London Derby de la 11e journée contre Arsenal (1-1) puis offre la victoire aux Spurs contre West Ham en inscrivant un doublé en fin de match (3-2). Le 22 novembre, il inscrit son premier but en Ligue des champions en égalisant sur penalty face à l'AS Monaco. Il marque un nouveau doublé en décembre lors d'une écrasante victoire sur Swansea (5-0) et inscrit un but contre Southampton (victoire 1-4) et un doublé contre Watford (1-4).
Contre West Bromwich en janvier 2017, il inscrit son premier triplé de la saison qui permet à Tottenham d'enchaîner une sixième victoire consécutive en championnat (4-0). Cinq jours plus tard, il est aligné titulaire lors du cinquième tour de la FA Cup face à Fulham, match lors duquel il inscrit un nouveau triplé qui permet à Tottenham de progresser au tour suivant (0-3). Le 26 février 2017, il inscrit un triplé et donne une passe décisive à Dele Alli face à Stoke City, le tout en première période (4-0). Il marque un doublé dont une puissante frappe du pied droit hors-surface contre Everton (3-2), mais se blesse face à son ancien club de Millwall en quarts de finale de la FA Cup,. Il fait son retour à la compétition un mois plus tard face à Watford en championnat (4-0), puis marque son 20e but de la saison en Premier League face à Bournemouth (4-0),. Il s'agit alors de la troisième saison consécutive où Kane parvient à atteindre cette barre symbolique des 20 buts inscrits en championnat. Le 30 avril 2017, Harry Kane inscrit un penalty lors du dernier North London Derby disputé à White Hart Lane face à Arsenal (2-0), permettant à Tottenham de s'assurer de terminer devant son rival pour la première fois depuis 1995. En 14 mai, il est buteur lors de la victoire contre Manchester United (2-1) pour la dernière de Tottenham dans son stade de White Hart Lane, qui reste alors invaincu de la saison à domicile et s'assure de finir au moins à la deuxième place du classement, soit son plus haut depuis 1963. À titre personnel, Harry Kane comptabilise 22 buts à son actif, mais un deuxième Soulier d'or consécutif semble compromis puisque l'attaquant d'Everton Romelu Lukaku en compte 24, et ce à deux journées de la fin du championnat. Cependant, celui que l'on surnomme le Prince Harry ne l'entend pas de cette oreille et le 18 mai, il corrige son ancien club de Leicester au King Power Stadium en inscrivant un quadruplé, le premier de sa carrière, qui lui permet de compter désormais 26 buts à son nom sur la saison, repassant ainsi premier du classement des buteurs. Lors de dernière journée du championnat trois jours plus tard, il récidive en inscrivant un nouveau triplé, cette fois-ci face à Hull City (1-7), et termine la saison avec 29 buts inscrits en 30 matchs, ce qui lui permet de conserver son titre de meilleur buteur du championnat, le tout en établissant un nouveau record de ratio de buts inscrit par match de 0.97,. Harry Kane est également inclus dans l'équipe-type du championnat pour la troisième saison consécutive.

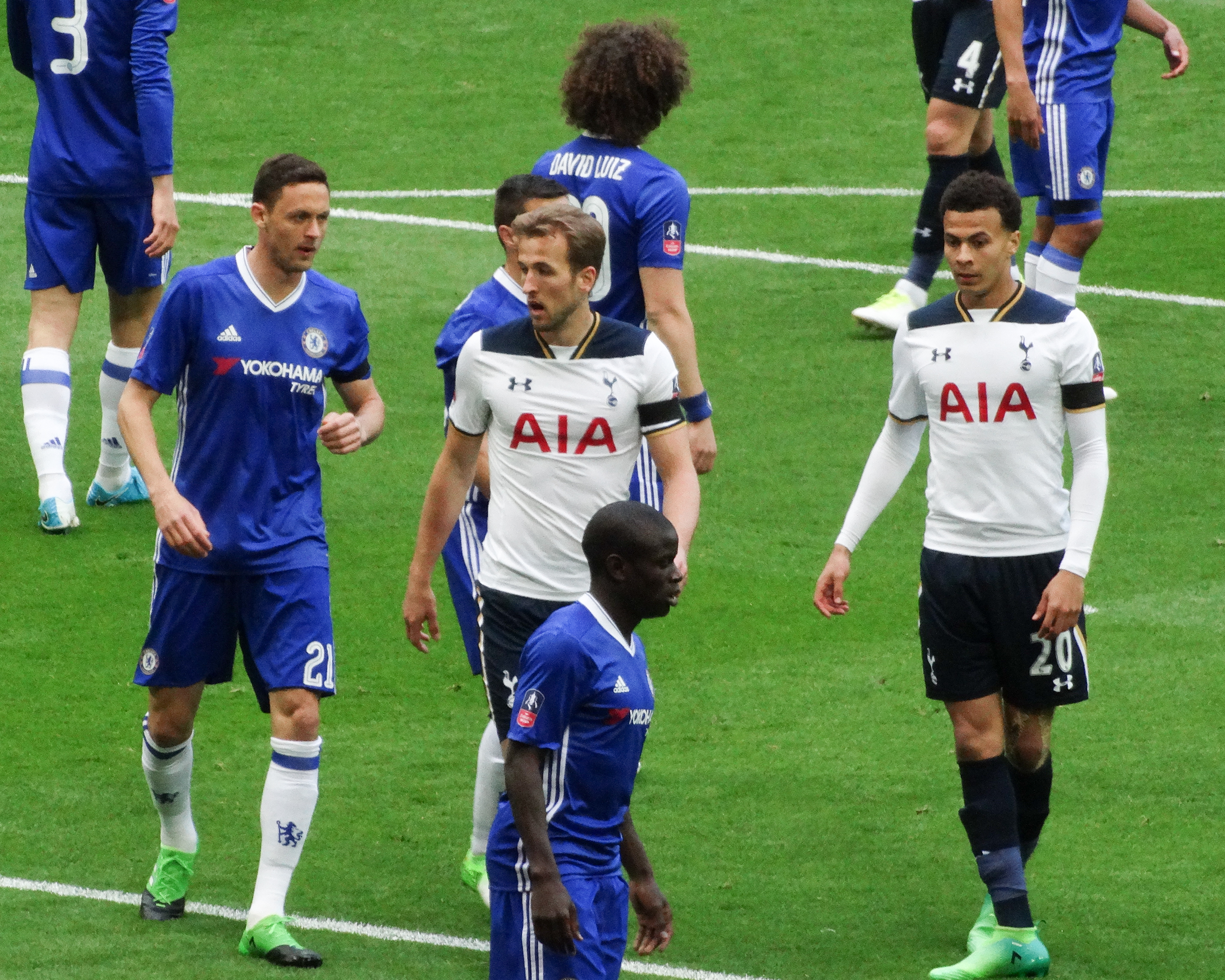
Harry Kane (au centre) lors d'un match de Tottenham face à Chelsea en 2017.

Ainsi, au terme d'une saison quelque peu perturbée par les blessures, Kane parvient tout de même à battre son record de buts sur l'ensemble d'un exercice, avec 35 buts inscrits en seulement 38 matchs disputés, mais également son record de passes décisives avec 7 passes décisives distribuées, s'imposant ainsi comme étant l'un des meilleurs attaquants et joueurs du monde.
En juin 2017, sa valeur de transfert est estimée à 153,6 millions d'euros par le Centre international d’économie du sport, soit la troisième plus forte valeur dans le monde après Neymar et Dele Alli.

#### Saison 2017-2018

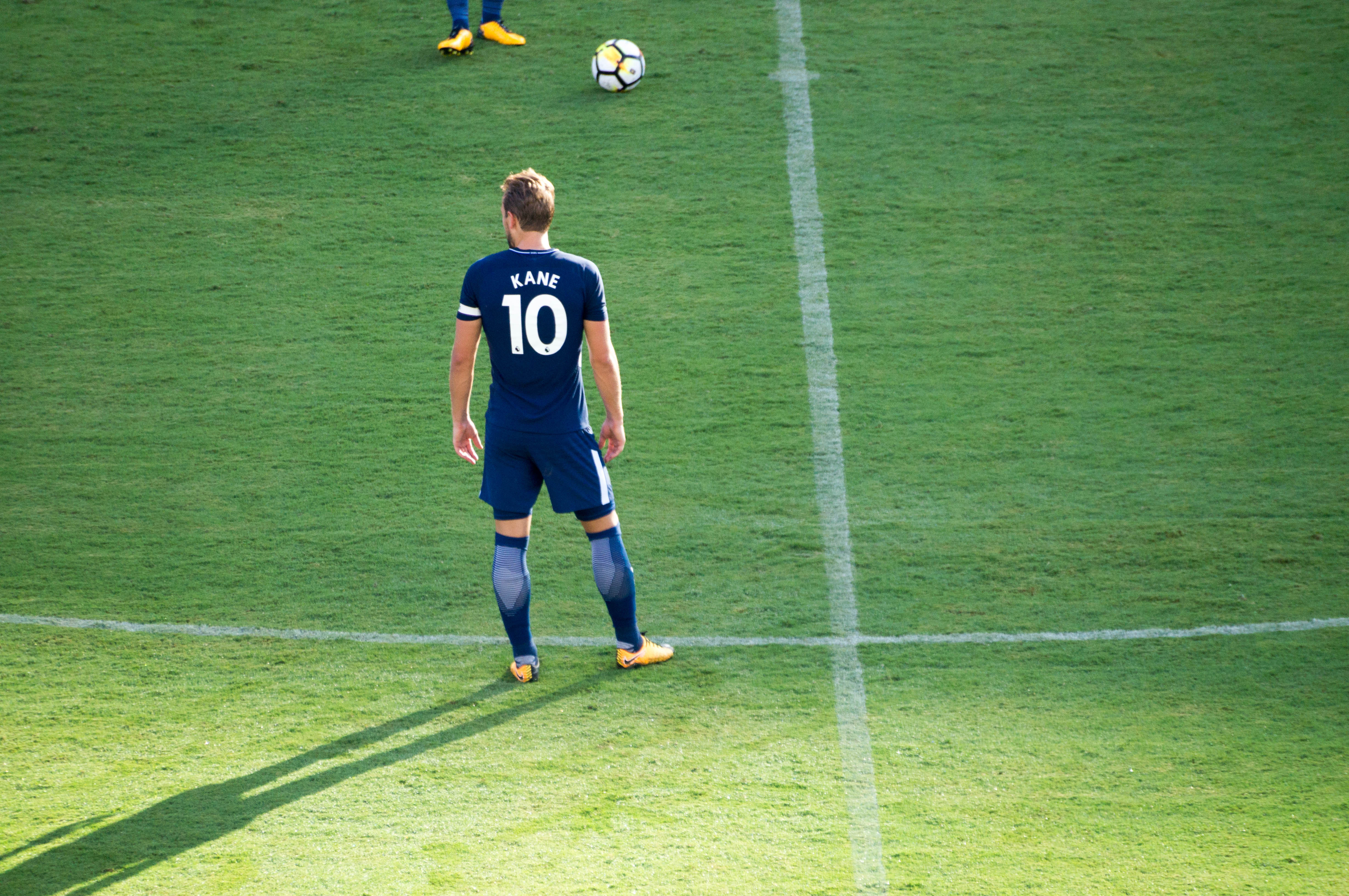
Harry Kane avec Tottenham au début de la saison 2017-2018.

À l'image des exercices précédents, Harry Kane ne parvient pas à trouver le chemin des filets lors des premiers matchs de championnat du mois d'août, faisant ainsi durer sa malédiction. Cependant, une fois le mois d'août passé, il inscrit enfin ses premiers buts de la saison en signant un doublé face à Everton à Goodison Park le 9 septembre 2017, dont un magnifique centre-tir qui est son 100e but sous les couleurs de Tottenham Hotspur. Quatre jours plus tard, pour le premier match de la saison en Ligue des champions, il inscrit un nouveau doublé, cette-fois ci face au Borussia Dortmund, dont un but en solitaire qu'il effectue en profitant d'une erreur défensive de la défense allemande (3-1). Un nouveau doublé contre West Ham en Premier League est inscrit par l'attaquant anglais dix jours plus tard (victoire 2-3). Trois jours plus tard, Kane est auteur d'un triplé parfait (pied droit, pied gauche et tête) face à l'APOEL Nicosie en Ligue des champions, étant ainsi au sommet de son art et s'affirmant comme étant le meilleur buteur d'Europe. Il remporte le prix du joueur du mois de septembre de Premier League à la suite d'un nouveau doublé inscrit face à Huddersfield, dont un bijou de frappe enroulée qui lui permet de compter six buts en un mois. Quelques jours plus tôt, il reçoit sa toute première nomination au Ballon d'or 2017, qui récompense les trente meilleurs joueurs de l'année. Le 22 octobre 2017, dans un Wembley plein à craquer, Harry Kane est auteur d'une nouvelle prestation remarquable, cette fois face au Liverpool de Jürgen Klopp. Dès la quatrième minute de jeu, il profite d'une ouverture de Kieran Trippier pour piéger la défense des Reds et de conclure dans le but vide, avant, huit minutes plus tard, sur une relance à la main d'Hugo Lloris, de profiter d'une mauvaise lecture de Dejan Lovren pour servir sur un plateau Heung-min Son. Il achève son récital en inscrivant un second but personnel en seconde période pour achever le large succès des Spurs (4-1).

Le 7 décembre 2017, Harry Kane est classé au dixième rang du Ballon d'or. Deux jours plus tard, il inscrit un doublé face à Stoke City lors d'une large victoire de Tottenham (5-1). Le 23 décembre 2017, l’international anglais inscrit un triplé (victoire 0-3 des Spurs) à Burnley lors de la 19e journée de Premier League. Celui-ci compte alors 53 buts sur l'année civile 2017 dont 36 dans ce championnat d'Angleterre soit autant qu'Alan Shearer en avait inscrit en 1995. Trois jours plus tard, le 26 décembre 2017, l'attaquant de Tottenham récidive (à nouveau auteur d'un triplé pour une victoire 5-2 des siens contre Southampton) lors de la 20e journée de Premier League, dernière rencontre de l'année 2017. Il parvient ainsi à dépasser le record de Shearer en termes de buts inscrits en Premier League sur une année civile (39) et réussit surtout l'exploit de terminer en tant que meilleur buteur de l'année 2017, avec 56 buts inscrits en 54 matchs, soit deux de plus que Lionel Messi qui termine l'année avec 54 buts en 64 matchs,. 

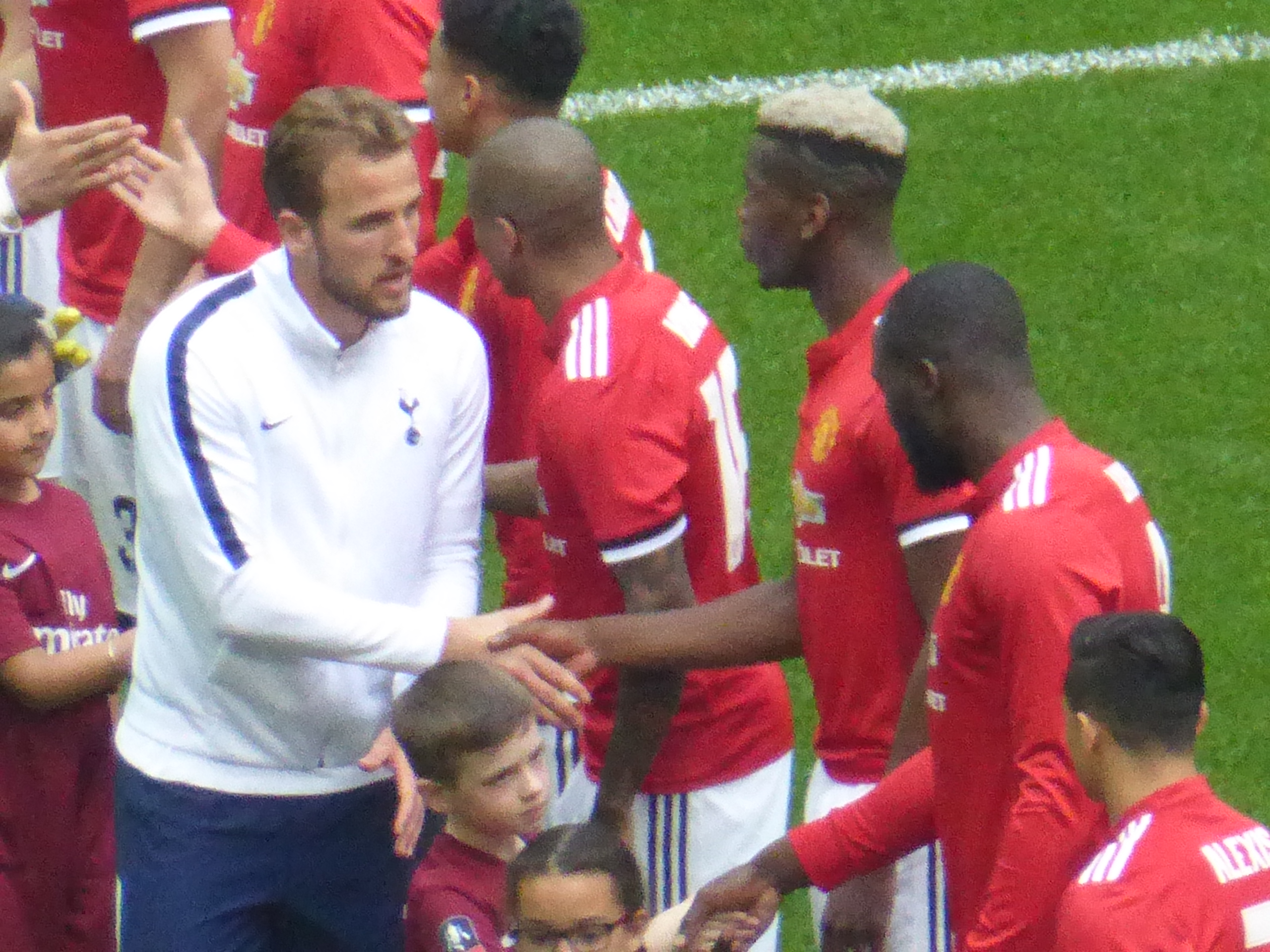
Kane avec Tottenham en 2018.

L'année 2018 commence pour Kane sur la même dynamique que la précédente, puisqu'il inscrit le 13 janvier son 98e but en Premier League face à Everton (4-0), ce qui lui permet de devenir le meilleur buteur de l'histoire de Tottenham en championnat depuis la création de la Premier League en 1992, dépassant Teddy Sheringham. Le 4 février, il inscrit son 100e but en Premier League en égalisant sur penalty face à Liverpool à Anfield au bout du temps additionnel, et ce après en avoir manqué un quelques minutes plus tôt (2-2). Le 10 février, il marque l'unique but du North London Derby contre Arsenal (1-0), puis le 13, il est buteur lors du match aller du huitième de finale de Ligue des champions face à la Juventus de Turin, réduisant l'écart pour Tottenham en contournant Gianluigi Buffon pour marquer dans le but vide (2-2),. Il se blesse à la cheville contre Bournemouth, mais revient en étant buteur face à Stoke City (1-2). Kane achève la saison avec un dernier doublé, face à Leicester City, qui permet à Tottenham de s'imposer (5-4), l'attaquant anglais inscrivant notamment une subtile frappe enroulée qui est son 30e but de la saison en Premier League et qui confirme ainsi la troisième place au classement des Spurs.
Harry Kane termine ainsi la saison avec pas moins de 41 buts inscrits toutes compétitions confondues, le tout en seulement 48 matchs, dont 30 en 37 matchs de championnat. En juin 2018, il est évalué par l'Observatoire du football du Centre International d'étude du Sport (CIES) comme le joueur ayant la plus haute valeur de transfert sur le marché, à hauteur de 201,2 millions d'euros.

#### Saison 2018-2019
Après la Coupe du monde, Harry Kane démarre sa nouvelle saison avec Tottenham en Premier League. Il brise sa malédiction de ne plus marquer au mois d'août en marquant un but contre Fulham lors de la deuxième journée (3-1). Il est pressenti pour devenir le nouveau capitaine des Spurs à la suite des problèmes extra-sportifs d'Hugo Lloris. Cependant, le gardien français garde son brassard et Kane marque un but et donne une passe décisive à Lucas Moura contre Manchester United lors d'une victoire 3-0 à Old Trafford. Il inscrit un doublé contre Huddersfield qui permet à son équipe de s'imposer (2-0). En Ligue des Champions, Kane inscrit un but pour sauver l'honneur de Tottenham lors de la défaite contre le FC Barcelone à Wembley (2-4). Il inscrit un but de la tête contre le PSV Eindhoven (2-2) lors de la troisième journée de la phase de groupes. Lorsque les Londoniens reçoivent les Néerlandais à Wembley, ces derniers ouvrent le score dès la deuxième minute de jeu, éliminant quasiment Tottenham de la compétition (le club londonien ne compte alors qu'un point en trois journées). Cependant, Hurrykane inscrit un doublé en fin de match et permet à Tottenham de remporter son premier match européen de la saison (2-1). Alors que l'Inter Milan et les Spurs sont au coude à coude pour la deuxième place du groupe, Harry Kane distribue une passe décisive à Lucas Moura pour le but de l'égalisation contre le Barça (1-1), synonyme de qualification pour les 8e de finale à la suite du nul des Italiens contre le PSV.
En Premier League, Harry Kane marque six buts lors du mois de décembre dont un doublé contre Everton (victoire 2-6). Cependant, il se blesse en janvier contre Manchester United et ne revient que fin février lors de la défaite contre Burnley (2-1) lors de laquelle il est buteur. Ayant manqué le match aller des 8e de finale de la Ligue des champions contre le Borussia Dortmund (3-0), Kane est présent pour le match retour au Signal Iduna Park. Alors que les Spurs subissent, Harry Kane conforte la qualification de son équipe en marquant l'unique but du match en début de seconde période (0-1). Il inscrit le but égalisateur lors du North London Derby contre Arsenal début mars (1-1) et devient ainsi le meilleur buteur du derby londonien. Il se blesse de nouveau lors du match aller des quarts de finale de la Ligue des champions contre Manchester City à la suite d'une semelle de Fabian Delph. Malgré sa blessure, Son Heung-min inscrit l'unique but de la rencontre (1-0), après l'arrêt d'Hugo Lloris sur le penalty de Sergio Agüero en début de match. Malgré son absence, Tottenham élimine Manchester City et l'Ajax Amsterdam et se qualifie pour la première finale de son histoire contre Liverpool.

#### Saison 2019-2020
En match de pré-saison, Harry Kane inscrit un magnifique but du rond central pour offrir la victoire à Tottenham contre la Juventus (2-3).
Lors de la première journée de la Premier League, alors que Tottenham et Aston Villa sont au coude à coude (1-1), Kane marque un doublé en quatre minutes pour offrir les trois points aux Spurs. Il inscrit un penalty contre Arsenal et marque son dixième but en North London Derby. Il distribue également une passe décisive pour Erik Lamela lors de la victoire sur Crystal Palace (4-0).
En Ligue des champions, il s'offre deux doublés lors de la phase de groupes contre l'Étoile rouge de Belgrade et contre l'Olympiakos. Il devient ainsi le joueur ayant atteint la barre des 20 buts en Ligue des champions le plus rapidement (seulement 24 matchs joués).
Pour la première de José Mourinho sur le banc des Spurs, Kane marque le troisième but lors de la victoire contre West Ham (2-3) le 23 novembre, puis marque un doublé le 7 décembre contre Burnley (5-0). Le 28 décembre, à l'occasion de son 200e match de Premier League, Kane transforme un penalty contre Norwich City (2-2). Lors de la rencontre suivante contre Southampton, Kane se blesse à la cuisse et manque tout le reste de la saison,. Cependant, la crise du coronavirus interrompt l'exercice et permet à l'attaquant de participer aux derniers matchs de Premier League avec les Spurs. Il est buteur lors du derby contre West Ham (2-0) et marque le but de la consolation contre Sheffield United (3-1) après s'être fait injustement refuser un but à la suite d'une chute de Lucas Moura. Muet lors des trois rencontres suivantes, il se démarque cependant lors du North London Derby contre Arsenal par ses accélérations à travers la défense des Gunners (2-1). Contre Newcastle, Harry Kane marque un doublé et son 200e but en club sur un centre de Steven Bergwijn (1-3). Kane atteint cette barre symbolique des 200 buts en club en seulement 350 matchs, là où Cristiano Ronaldo et Sergio Agüero ont eu besoin de 379 et 396 rencontres respectivement. Harry Kane inscrit un nouveau doublé face à Leicester City (3-0) puis marque un but contre Crystal Palace (1-1) pour permettre à Tottenham de se qualifier pour la Ligue Europa au terme d'une saison compliquée,.

#### Saison 2020-2021
Harry Kane ne participe pas à la présaison de Tottenham, étant placé en quarantaine à la suite de son retour de vacances aux Bahamas pour raison de COVID-19. L'attaquant anglais marque son premier but de la saison en égalisant sur penalty lors du deuxième tour de qualification de la Ligue Europa face au Lokomotiv Plovdiv (victoire 1-2). En septembre 2020, sur la pelouse du St Mary's Stadium de Southampton FC, Harry Kane délivre quatre passes décisives pour un même joueur (Son Heung-min), ce qui n'est jamais arrivé dans l'histoire de la Premier League. Les Spurs l'emportent 2-5 (sur un dernier but de Kane), match comptant pour la deuxième journée de championnat et Kane devient également le septième joueur de l'histoire de la Premier League à donner quatre passes décisives en un match,. Kane confirme son excellente forme en signant un triplé lors des barrages de la Ligue Europa face au Maccabi Haïfa (victoire 7-2). Alors que Tottenham fait face à un calendrier extrêmement rude au début de saison (quatre matchs à jouer en une semaine), le club du nord de Londres parvient à écraser Manchester United sur sa pelouse d'Old Trafford avec un Kane de nouveau étincelant qui est une nouvelle fois passeur décisif pour son coéquipier en attaque Son Heung-min et qui signe un doublé pour une victoire finale 6-1. Le 5 novembre 2020, il rentre encore plus dans l'histoire de Tottenham en inscrivant son 200e but à l'occasion de son 300e match disputé sous le maillot des Spurs face aux Ludogorets en Ligue Europa (victoire 1-3),. Trois jours plus tard, il inscrit son 150e but en championnat face à West Bromwich Albion (0-1) et entre dans le classement des dix meilleurs buteurs de l'histoire de la Premier League. Le 6 décembre, Kane distribue sa dixième passe décisive à Son Heung-min contre Arsenal et inscrit le 11e but de sa carrière face aux Gunners, devenant ainsi le seul meilleur buteur de l'histoire du Derby du nord de Londres. Kane égale le record de Mesut Özil en terme rapidité pour atteindre la barre des dix passes décisives sur une saison de Premier League, avec seulement 11 matchs joués.
Il termine la saison en remportant son troisième soulier d'or de Premier League avec 23 buts inscrits en 35 matchs disputés, mais également en terminant meilleur passeur du championnat anglais avec 14 passes décisives à son actif.

#### Saison 2021-2022

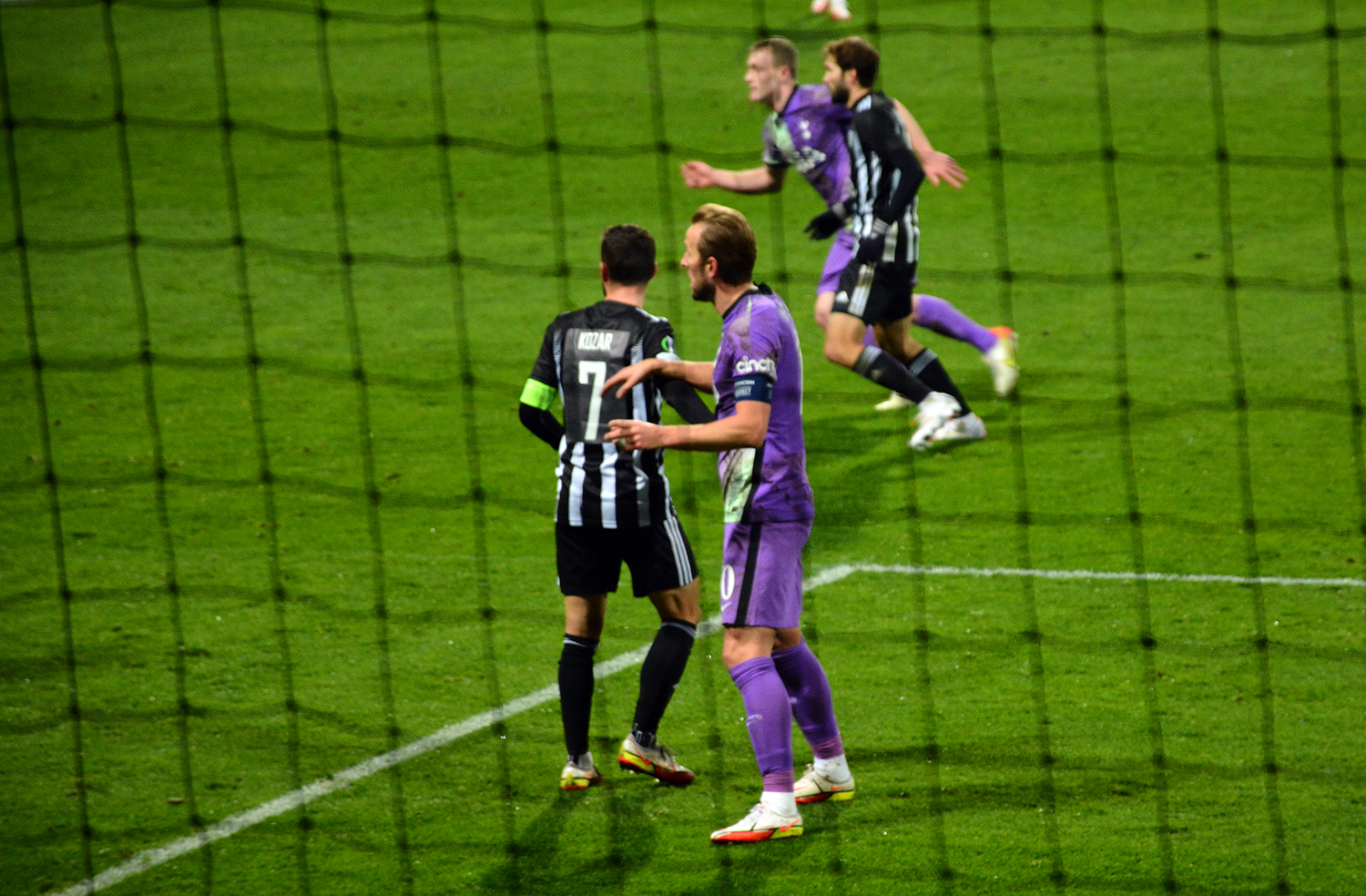
Kane avec Tottenham en novembre 2021.

L'inter-saison est marquée par de nombreuses rumeurs indiquant un désir de Kane de quitter Tottenham, étant lassé par les méformes de son club de toujours. Ces rumeurs l'envoient alors à Manchester City, où Pep Guardiola se montre désireux de le recruter. Cependant, le 25 août, Kane annonce via ses réseaux sociaux qu'il reste finalement à Tottenham pour le reste de la saison, mettant ainsi fin aux rumeurs. Le joueur anglais serait cependant furieux envers la direction du club, et notamment envers son président, Daniel Levy, qui a rendu impossible son départ et ce malgré un accord verbal avec Kane à l'été 2020 qui l'autorisait à partir en cas de non-qualification pour la Ligue des champions.
Ce transfert avorté, auquel vient s'ajouter la déception de la défaite en finale de l'Euro 2020 ont ainsi un impact sur le début de saison de Kane, qui est alors catastrophique. En effet, il faut attendre le mois d'octobre pour voir Kane marquer son premier but en Premier League lors de la victoire face à Newcastle United (2-3). Le capitaine anglais ne s'était auparavant illustré qu'en Ligue Europa Conférence contre le NŠ Mura le 30 septembre en inscrivant un triplé après être entré en jeu à la 59e minute. Cependant, ces élans ne sont pas suivis par de la régularité et Kane ne compte alors qu'un seul pion à son compteur en championnat en décembre, soit à la mi-saison, un contre-performance énorme de celui qui était pourtant le meilleur buteur du précédent exercice. Le retour en forme de l'attaquant anglais ne coïncide alors qu'avec l'arrivée d'Antonio Conte sur le banc des Spurs en novembre et un match déclic contre Liverpool viendra relancer Kane, qui ouvrira le score et qui trouvera le fond des filets lors des deux matchs suivants.

Le 19 février 2022 sur la pelouse de Manchester City, Harry Kane est auteur d'un match exceptionnel, déstabilisant les Citizens par ses décalages et son jeu long. C'est d'ailleurs une de ses ouvertures en une touche qui permet à Son de servir Dejan Kulusevski pour l'ouverture du score. Kane se charge ensuite lui-même de confirmer le résultat en inscrivant un doublé, dont une tête victorieuse au bout du temps additionnel qui permet à Tottenham de s'imposer à City pour la première fois depuis 2016 (2-3). Il est élu homme du match à l'issue de la rencontre et est salué unanimement pour son retour en état de grâce après un début de saison compliqué, et ce face à l'équipe qu'il aurait dû rejoindre à l'été 2021. En juillet 2022, le journal anglais The Athletic (en) propose un classement des 50 meilleures performances de la Premier League depuis sa création en 1992, classant la partition de Kane à la 11e place. 

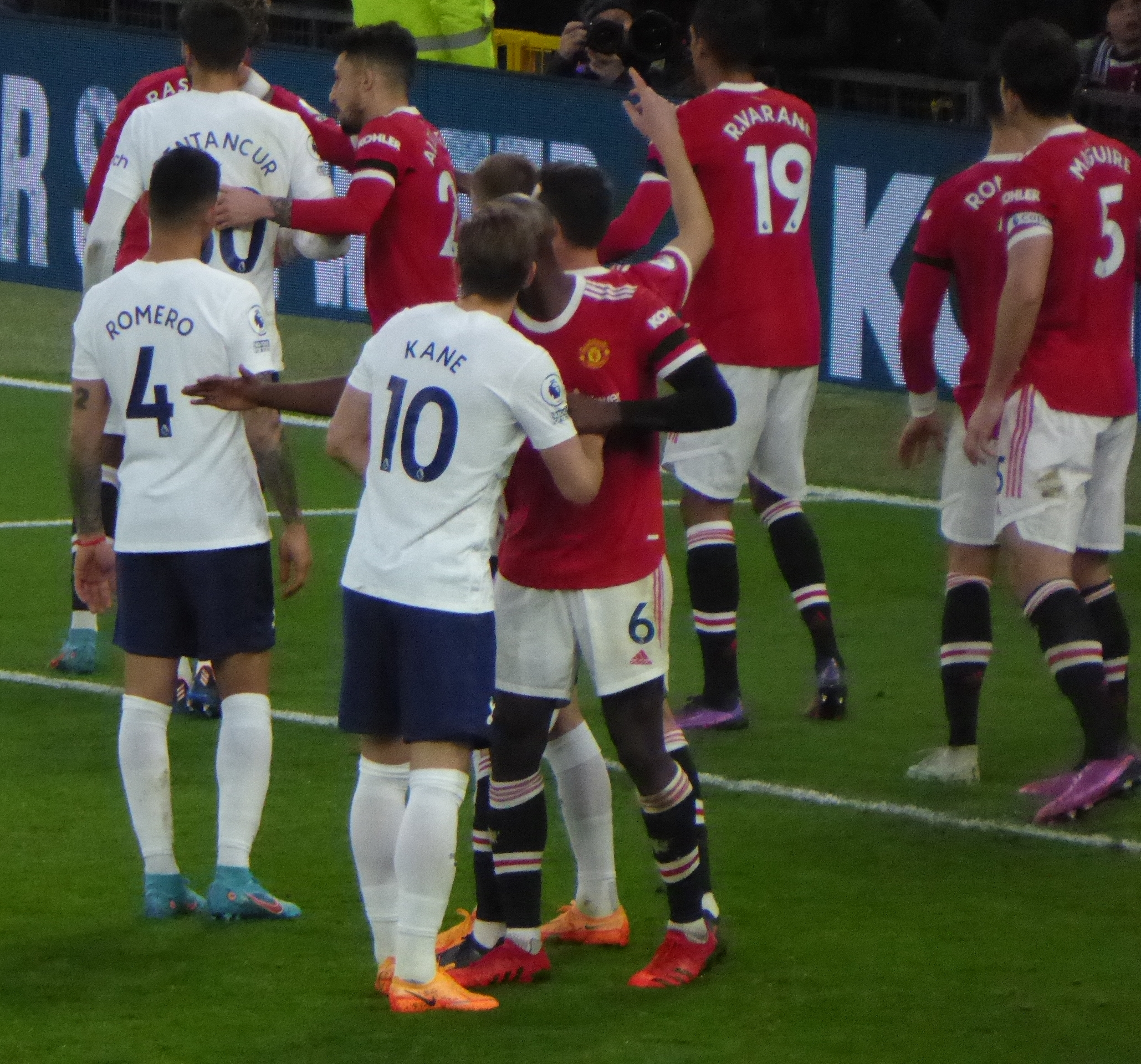
Harry Kane au contact de Paul Pogba face à Manchester United en mars 2022.

Le 7 mars 2022, il inscrit un doublé face à Everton, ce qui lui permet d'atteindre les 176 buts marqués en Premier League, dépassant Thierry Henry et devenant le sixième meilleur buteur de l'histoire de la compétition. Pour récompenser son mois de mars qu'il termine avec quatre buts et deux passes décisives, Harry Kane est élu joueur du mois de Premier League pour la septième fois de sa carrière, devenant ainsi le recordman du nombre de victoires de ce prix. Le 12 mai 2022, il inscrit un doublé face à Arsenal lors d'une victoire décisive qui permet à Tottenham de revenir à un point de ses rivaux pour la qualification en Ligue des champions (victoire 3-0), chose que les Spurs réussiront à obtenir grâce à deux victoires lors des deux derniers matchs de Premier League et à un Kane buteur lors de ces deux rencontres.

#### Saison 2022-2023
Harry Kane marque son premier but de la saison en égalisant sur corner au bout du temps additionnel contre Chelsea (2-2). Lors du match suivant, il donne la victoire, également sur corner, face à Wolverhampton Wanderers (1-0), dépassant ainsi Sergio Agüero en termes de buts marqués en Premier League pour un seul et même club (il marque alors son 185e but en championnat pour Tottenham, qui est aussi son 250e but toutes compétitions confondues pour le club). Une semaine plus tard, il s'offre un doublé contre Nottingham Forest (0-2). En décembre, il marque contre Brentford, réussissant alors l'exploit d'avoir trouvé le chemin des filets contre chacune des équipes qu'il a affronté en Premier League. Il célèbre sa 300e apparition en Premier League face à Crystal Palace, rencontre lors de laquelle il inscrit un doublé (0-4). Le 23 janvier 2023, il égale le record de Jimmy Greaves, qui est le meilleur buteur de l'histoire de Tottenham, en inscrivant son 266e but d'une frappe hors surface contre Fulham (0-1). Il parvient finalement à dépasser le record en marquant son 267e but lors du choc face à Manchester City (1-0), marquant également son 200e but en Premier League et devenant le troisième joueur seulement à atteindre cette barre symbolique, après Alan Shearer et Wayne Rooney. Le 6 mai 2023, il inscrit son 209e but en Premier League lors de la victoire contre Crystal Palace (1-0), but qui lui permet de passer devant Rooney et de devenir le deuxième meilleur buteur de l'histoire de la Premier League. Le 28 mai, lors du dernier match de la saison, Harry Kane inscrit un doublé sur la pelouse de Leeds United (victoire 1-4), lui permettant ainsi de terminer l'exercice avec un total de 30 buts en Premier League, égalant ainsi son record personnel de la saison 2017-2018. Cela lui permet aussi de devenir, après Alan Shearer, le second joueur à compter au moins deux saisons à 30 buts en Premier League, et le premier à le faire au XXIe siècle et sur des saisons de championnat à 38 matchs.

### Bayern Munich (depuis 2023)

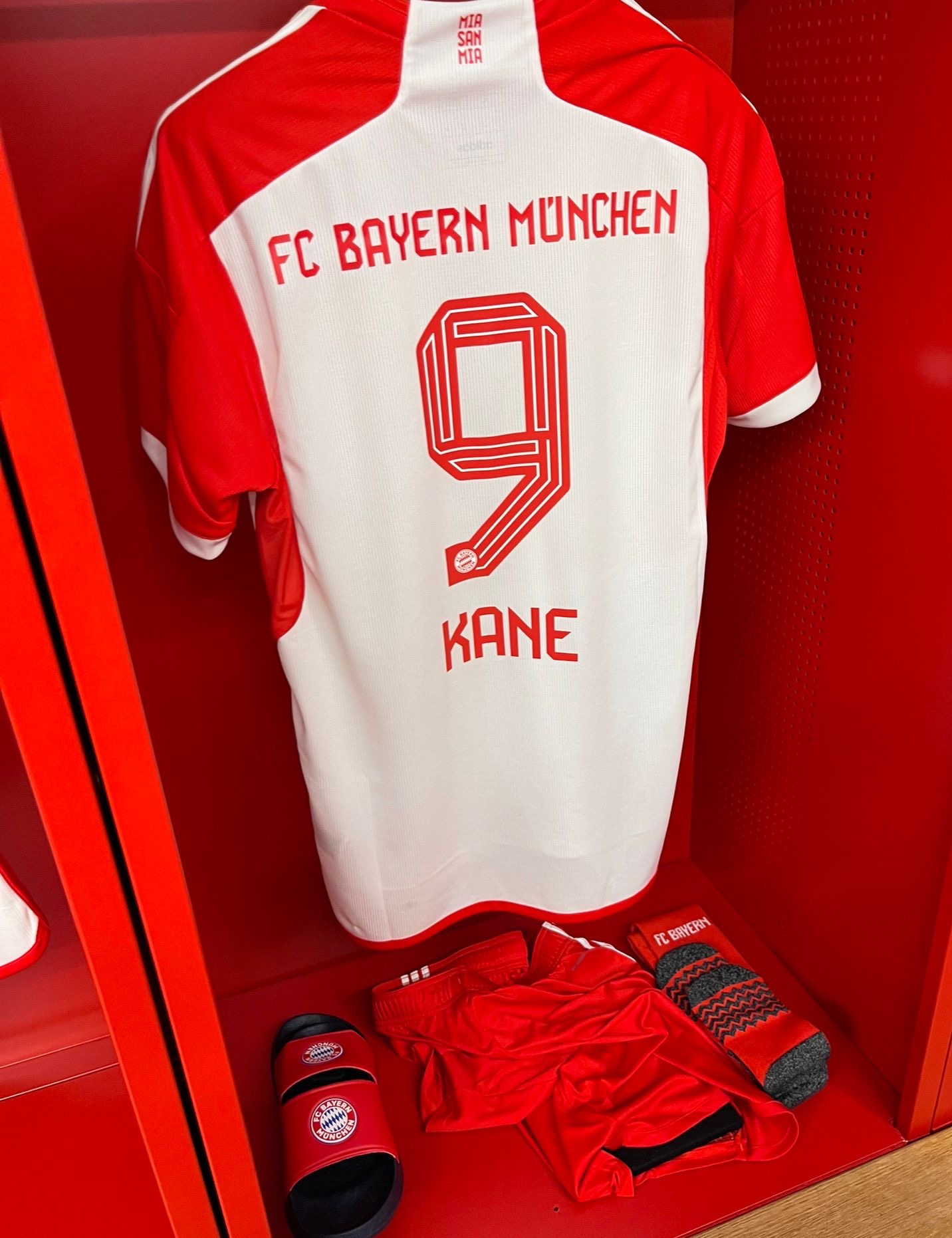
Le maillot de Kane au Bayern Munich est frappé du no 9.

À un an de la fin de son contrat, l'avenir d'Harry Kane paraît incertain, puisque le joueur ne fait pas part à la direction de Tottenham de sa volonté de prolonger. Plusieurs clubs, dont le Real Madrid pendant un court temps et surtout le Bayern Munich, font alors part au président des Spurs, Daniel Levy, de leur intérêt pour l'attaquant anglais. Le 10 août 2023, Levy, après avoir refusé plusieurs offres, accepte finalement celle du Bayern s'élevant à 100 millions d'euros. Le 12 août 2023, Harry Kane s'engage donc officiellement en tant que joueur du Bayern Munich en paraphant un contrat de quatre ans jusqu'en 2027. Le montant du transfert est estimé à 100 millions d'euros, ce qui fait de lui la recrue la plus chère de l'histoire du club bavarois. Kane récupère le no 9, laissé vacant depuis le départ de Robert Lewandowski au FC Barcelone. En 12 matchs avec le Bayern Munich, Kane à inscrit 18 buts en 12 journées de championnat.

#### Saison 2023-2024
Harry Kane dispute son premier match avec le Bayern Munich dès le jour de son officialisation, en rentrant en jeu lors de la Supercoupe d'Allemagne contre le RB Leipzig (défaite 0-3). Le 18 août, il fait ses débuts en Bundesliga en étant titularisé face au Werder Brême. Kane brille tout particulièrement au cours de la rencontre, étant passeur décisif dès la quatrième minute de jeu pour Leroy Sané puis buteur dans le dernier quart d'heure, permettant ainsi au Bayern de s'imposer d'entrée en championnat. Pour son premier match à l'Allianz Arena, Kane inscrit un doublé contre Augsbourg (3-1) puis inscrit son 300e but en club contre le Bayer Leverkusen lors d'une rencontre animée (2-2),. Il marque son premier but en Ligue des champions pour le Bayern lors de son premier match face à Manchester United (victoire 4-3), puis réalise une performance parfaite face au VfL Bochum (7-0) en signant un triplé, son premier en championnat depuis 2017, ainsi qu'un doublé de passes décisives,. Grâce à cette prestation de haute volée qui lui permet d'atteindre le total de sept buts, Kane bat le record de buts inscrits par une recrue du Bayern au bout de cinq premières rencontres disputées en Bundesliga, record qui était alors de cinq buts en cinq matchs. Le 28 octobre, il signe son deuxième triplé en Bundesliga, cette fois-ci face à Darmstadt lors d'une large victoire des Bavarois (8-0), rencontre lors de laquelle il inscrit notamment un impressionnant but de plus de 50 mètres depuis le milieu de terrain,. La rencontre suivante voit Kane disputer son premier Klassiker face au Borussia Dortmund, match lors duquel il se distingue une nouvelle fois par un triplé qui permet aux Bavarois de s'imposer largement au Signal Iduna Park (0-4), à Kane de devenir le premier joueur à inscrire un triplé lors de son premier Klassiker et surtout le premier joueur de l'histoire à inscrire 15 buts sur ses 10 premiers matchs de Bundesliga,. Le 8 novembre, Kane inscrit un doublé en Ligue des champions face au Galatasaray, permettant ainsi au Bayern de valider sa qualification pour les huitièmes de finale de la compétition.

### Saison 2024-2025
Le 4 mai 2025, après un match nul entre Fribourg et le Bayer Leverkusen (2-2), Harry Kane remporte le premier trophée de sa carrière en finissant champion d'Allemagne avec le Bayern Munich. Il est par ailleurs le meilleur buteur de la saison avec 24 réalisations.

### En sélection

#### Débuts avec les jeunes (2010-2015)

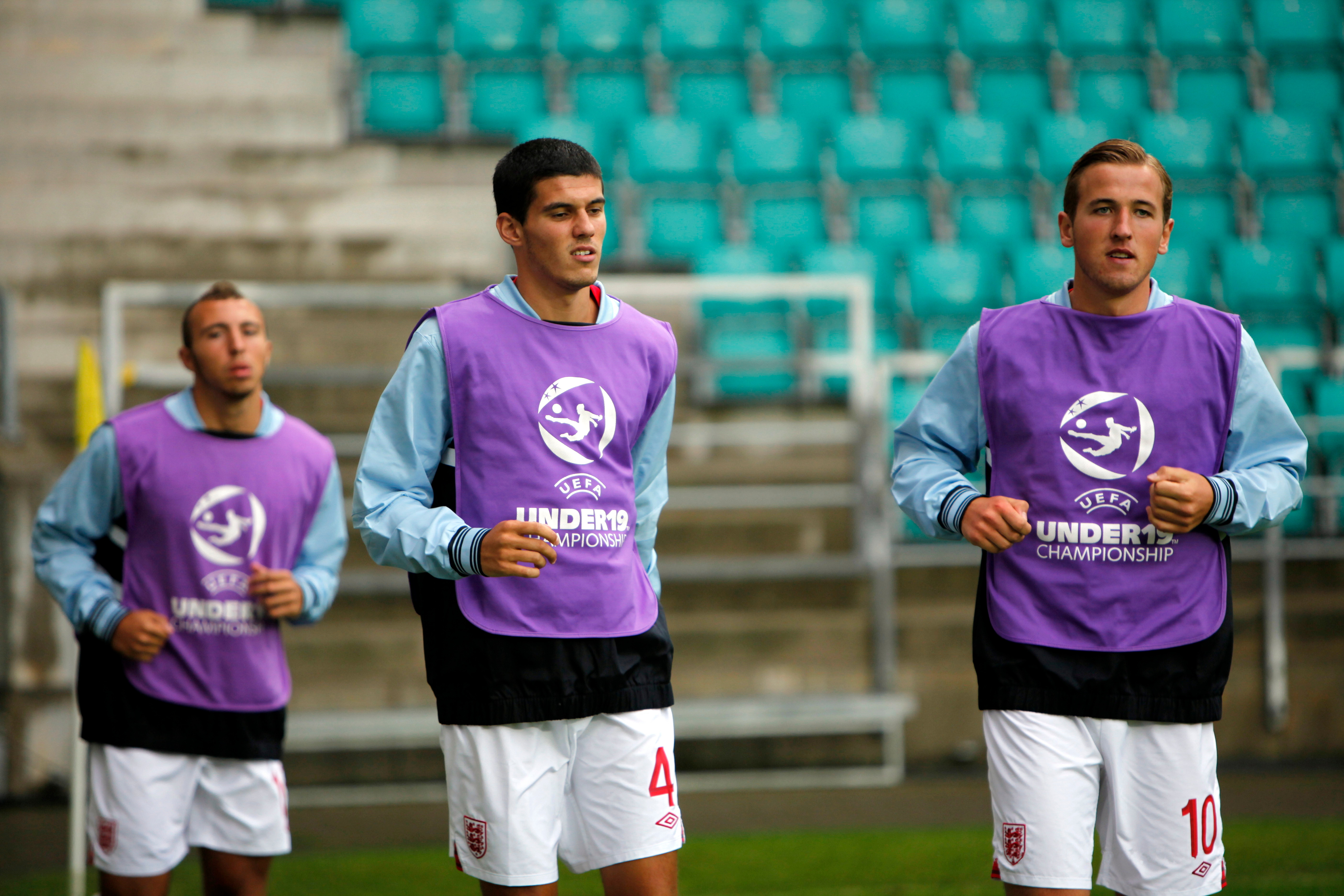
Harry Kane et Conor Coady à l'échauffement pendant l'Euro 2012.

Kane passe par toutes les sélections de jeunes, de l'Angleterre U17 à l'Angleterre U20, avant d'être appelé pour la première fois en Espoirs face à l'Écosse espoirs et une victoire 6-0. Il manque l'Euro des moins de 17 ans 2010 en raison d'une maladie. Kane participe cependant à l'Euro des moins de 19 ans 2012, et il se distingue dans la compétition en marquant le but de la victoire face à la France qui permet à l'Angleterre de terminer première de son groupe. Il est de nouveau appelé lors des éliminatoires de l'Euro espoirs 2015 face à la Moldavie espoirs (1-0) puis le Finlande espoirs (1-1). Le 10 octobre 2013, il marque un coup de chapeau lors d'un match de l'Angleterre espoirs et l'équipe de Saint-Marin espoirs (0-4). Il marque le but de la victoire contre la Lituanie espoirs (0-1) avant d'inscrire une nouvelle réalisation face à la Moldavie espoirs (0-3). Lors des barrages face à la Croatie espoirs il marque le but de l'égalisation à l'aller (2-1) avant de délivrer une assist au retour (1-2) et d'assurer la qualification pour l'Euro espoirs 2015. Il connait pour la première fois la défaite en Espoirs lors d'un match amical face à la France espoirs malgré un doublé de l'attaquant anglais (3-2).

#### Premières années avec les Three Lions (2015-2017)

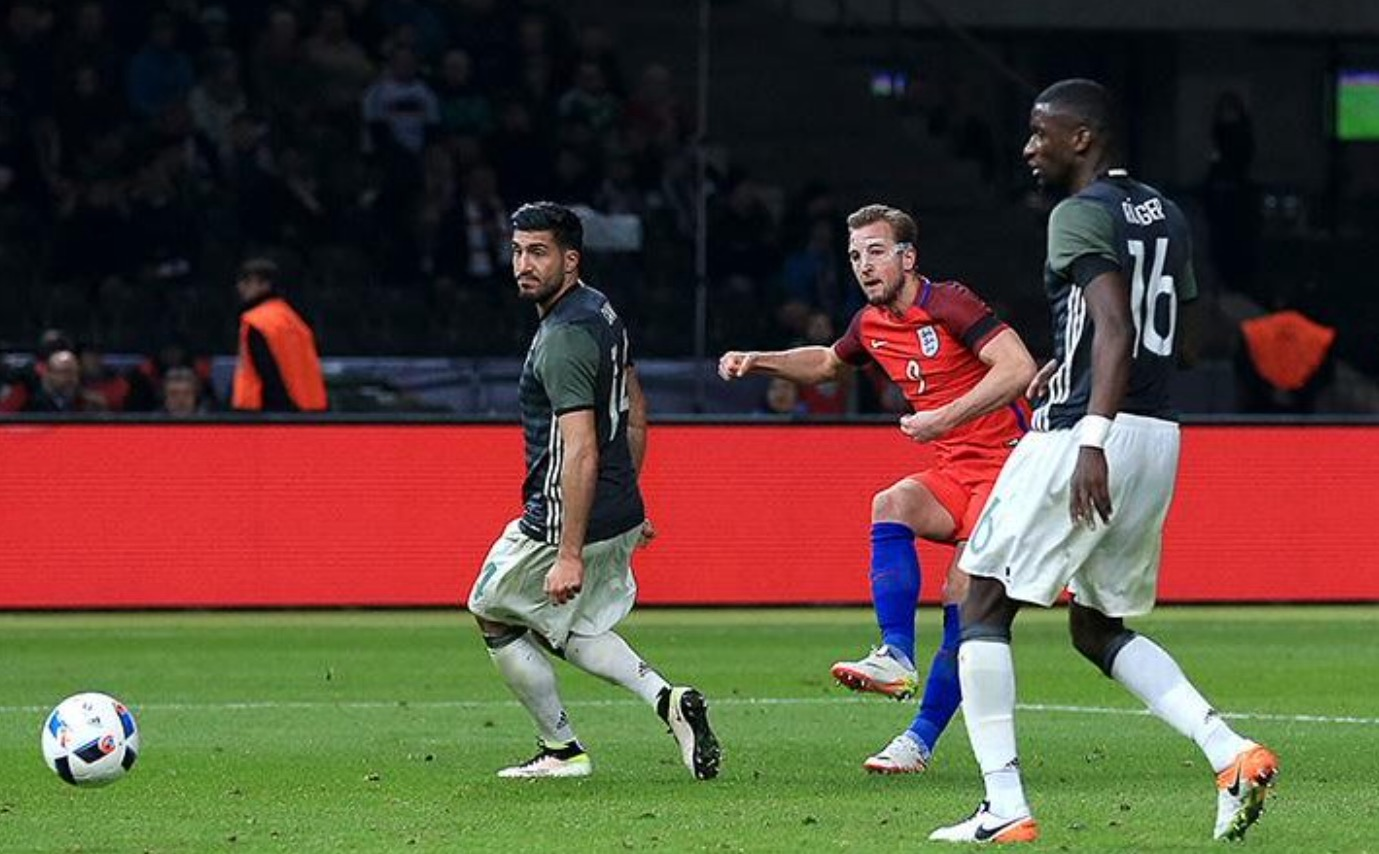
Kane marquant un but face à l'Allemagne en 2016.

Le 19 mars 2015, Kane, auteur de 26 buts toutes compétitions confondues avec Tottenham, est retenu dans le groupe anglais qui affrontera la Lituanie et l'Italie.
Pour sa première sélection le 27 mars 2015, il entre à la place de Wayne Rooney à la 72e minute et marque le quatrième but de l'Angleterre, son premier en sélection, contre la Lituanie à peine 79 secondes après être entré en jeu (4-0). Le 31 mars, Kane effectue sa première titularisation contre l'Italie, mais il ne marque pas (1-1). Le 5 septembre, à Saint-Marin, il remplace Wayne Rooney peu avant l'heure de jeu et marque vingt minutes plus tard (0-6) dans le match qui envoie sa sélection à l'Euro 2016. Le match suivant, face à la Suisse à Wembley, Kane sort du banc une nouvelle fois avant l'heure de jeu pour débloquer la situation moins de dix minutes plus tard (2-0) prouvant sa bonne forme en sélection malgré un début de saison très difficile en club.
Le 16 mai 2016, Kane est convoqué en équipe d'Angleterre par le sélectionneur Roy Hodgson pour faire partie de l'effectif provisionnel de l'Euro 2016. L'attaquant anglais ne parvient pas à briller et les Three Lions sont éliminés par l'Islande en huitièmes de finale de la compétition.

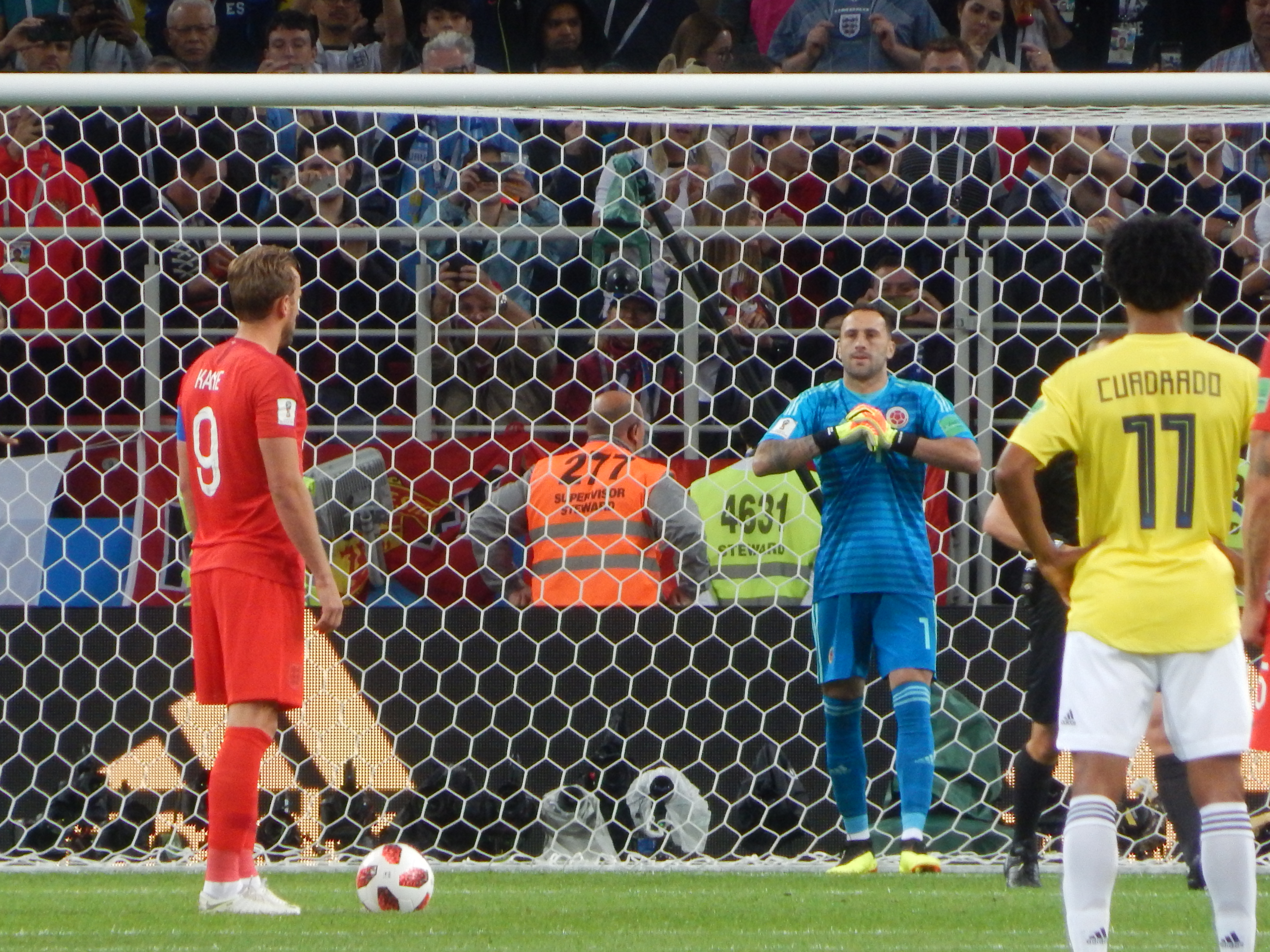
Harry Kane se préparant à tirer un penalty face à la Colombie en huitième de finale de la Coupe du monde 2018.

Harry Kane se montre extrêmement précieux lors des qualifications pour la Coupe du monde 2018, terminant meilleur buteur de la sélection anglaise avec cinq réalisations et marquant des buts importants face à l'Écosse (2-2), où il officie par ailleurs pour la première fois comme capitaine de l'équipe d'Angleterre, ainsi que face à la Slovénie (1-0) au bout du temps additionnel,.

#### Meilleur buteur de la Coupe du monde en Russie (2018)
Harry Kane est sélectionné pour la Coupe du monde 2018 et est à l'occasion nommé capitaine de la sélection à tout juste 24 ans. Pour l'entrée en lice des Three Lions dans la compétition, il ne faut que 11 minutes pour que l'attaquant anglais ne marque le premier but de la rencontre contre la Tunisie. Il récidive dans le temps additionnel du match, où il marque une tête victorieuse pour signer un doublé et pour permettre à l'Angleterre de l'emporter (2-1). Lord du deuxième match de poule, Harry Kane réalise un triplé contre le Panama lors d'une écrasant succès 6-1. Grâce à ses cinq réalisations lors des deux premiers matchs de poule, Kane s'empare de la tête du classement des buteurs au terme des deux premières journées, devançant alors le Belge Romelu Lukaku et le Portugais Cristiano Ronaldo, seconds ex-aequo avec quatre buts. Kane devient également le troisième joueur anglais seulement à inscrire un triplé en Coupe du monde, après Geoffrey Hurst face à l'Allemagne en 1966 et Gary Lineker face à la Pologne en 1986. Il marque un sixième but sur penalty en huitième de finale contre la Colombie et devient le meilleur buteur de la Coupe du monde 2018. L'Angleterre est cependant éliminée en demi-finale par la Croatie (2-1 a.p.) en prolongations et termine à la quatrième place de la compétition à la suite de sa défaite lors de la petite finale face à la Belgique (2-0). Malgré cette élimination, Kane remporte le Soulier d'or de la compétition avec six buts à son compteur, soit deux de plus que Antoine Griezmann et que Romelu Lukaku.

#### Ligue des nations et qualifications à l'Euro (2018-2020)
En septembre 2018, l'UEFA met en place une nouvelle compétition, la Ligue des nations. L'Angleterre se retrouve dans un groupe relevé constitué de l'Espagne et de la Croatie. Kane donne deux passes décisives à Marcus Rashford et à Raheem Sterling lors de la victoire des Three Lions sur la pelouse des Espagnols (2-3). Cette victoire permet à l'Angleterre d'espérer une qualification pour le Final Four au Portugal. Le 18 novembre 2018, les Three Lions reçoivent la Croatie, équipe qui les avaient éliminés lors du mondial, afin de valider sa qualification. Les choses ne se déroulent pas comme prévu et l'Angleterre se retrouve menée sur sa pelouse. Après une égalisation de Jesse Lingard sur une frappe contrée de Kane, c'est le capitaine anglais, muet en sélection depuis le mondial, qui marque le but de la victoire et qui offre la qualification.
Le 7 septembre 2019, dans le cadre des éliminatoires de l'Euro 2020, Kane inscrit un triplé et offre une passe décisive à Raheem Sterling lors de la victoire de l'équipe anglaise sur la Bulgarie au Stade de Wembley (4-0). Le 14 octobre, Kane distribue un total de trois passes décisives et marque un but contre la Bulgarie (0-6). Le 14 novembre, il inscrit un nouveau triplé, cette fois-ci contre le Monténégro (7-0), pointant ainsi en tête des meilleurs buteurs des éliminatoires avec 11 buts en 9 matchs. Lors du 10e et dernier match contre le Kosovo, Kane marque un 12e but lors d'une victoire 4-0 et termine en tête du classement des meilleurs buteurs devant Eran Zahavi et Cristiano Ronaldo.

#### Finaliste de l'Euro (2021)

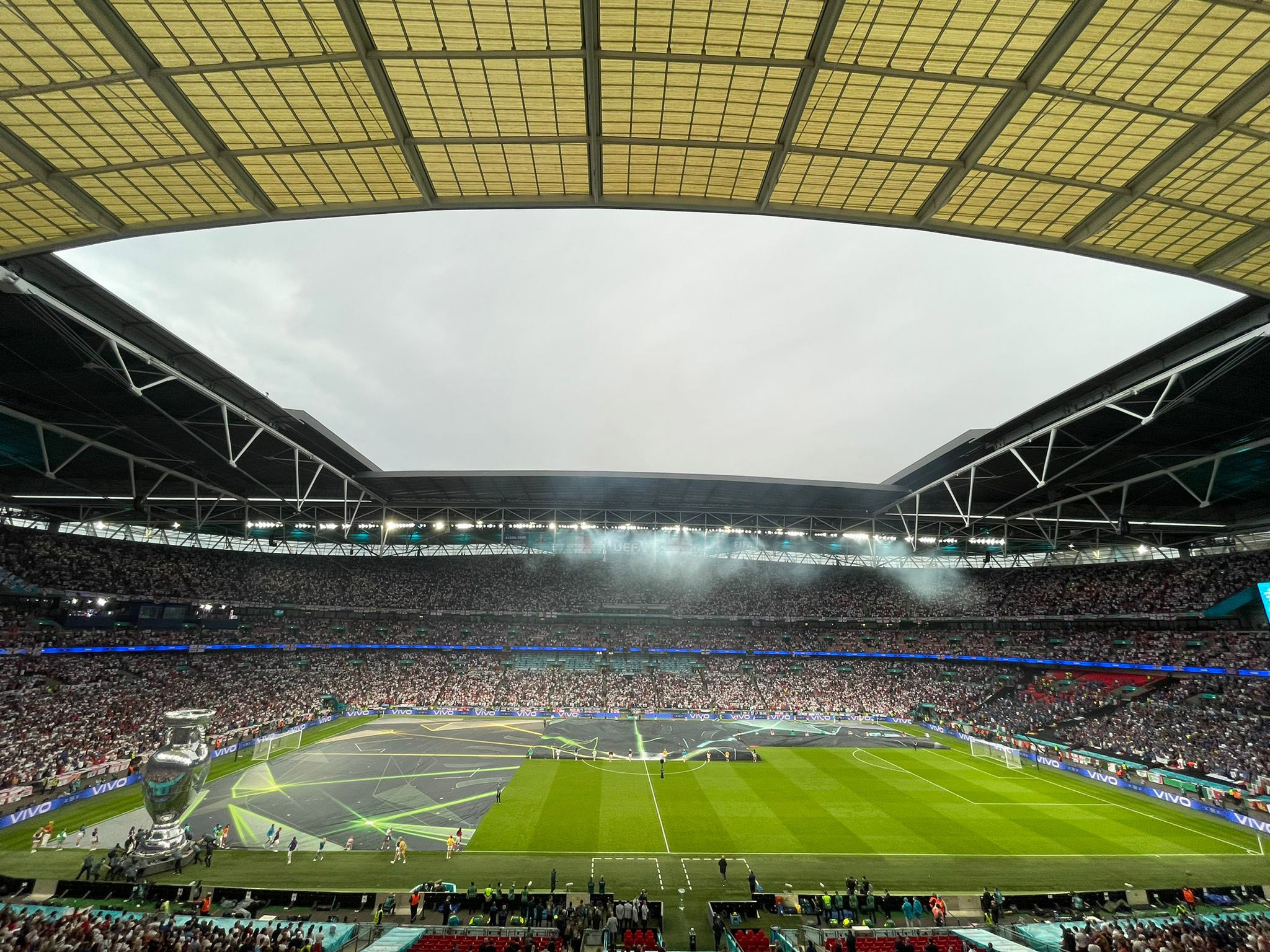
Harry Kane parvient à mener l'Angleterre à sa première finale majeure depuis 1966, le 11 juillet 2021.

À nouveau sélectionné pour l'Euro 2020 et portant de nouveau le brassard de capitaine, Kane essuie de nombreuses critiques lors de la phase de groupes, puisqu'il ne parvient à marquer dans aucun des trois matchs, ni même à se montrer décisif dans le jeu, et ce face à des adversaires réputés plus faibles que les Three Lions,,. Opposée à l'Allemagne en huitièmes de finale à Wembley, la sélection anglaise patine avant d'ouvrir la marque par Raheem Sterling. Harry Kane y apporte ensuite sa contribution en ouvrant son compteur de buts, crucifiant de la tête Manuel Neuer (2-0). Remis en confiance, le buteur anglais fait définitivement taire les critiques en étant auteur d'un très bon match face à l'Ukraine en quart de finale, s'offrant un doublé qui qualifie son équipe pour les demi-finales,. Dans un match difficile face au Danemark en demi-finale, les Three Lions sont poussés en prolongation à Wembley. Cependant, à la 104e minute, Sterling obtient un penalty, que Kane se charge de transformer en deux temps, puisqu'il pousse le ballon dans le but vide après l'arrêt de Kasper Schmeichel sur son penalty initial. Son but, qui s'avère être le but de la victoire (2-1 score final), permet à son équipe de s'imposer et d'accéder à la finale, la première de l'Angleterre depuis 55 ans dans une grande compétition internationale,. Cependant, l'Angleterre, opposée à l'Italie en finale, s'incline aux tirs au but (1-1 ; 3-2 t.a.b.). Harry Kane termine la compétition avec quatre buts, terminant donc Soulier de bronze car il n'est dépassé que par Cristiano Ronaldo et Patrik Schick.

#### Eliminatoires et quart de finaliste de la Coupe du monde au Qatar (2021-2022)
En novembre 2021, lors des deux dernières journées des éliminatoires de la coupe du monde 2022, Kane marque en l'espace de quatre jours sept buts, un triplé contre l'Albanie puis un quadruplé en 15 minutes contre St-Marin. Il a donc inscrit sur l'année 2021 un total de 16 buts avec l'équipe d'Angleterre ce qui constitue un nouveau record pour la sélection anglaise. Il marque son 48e but ce qui lui permet de se classer désormais en troisième position au classement des meilleurs buteurs anglais à cinq buts du record de Wayne Rooney.

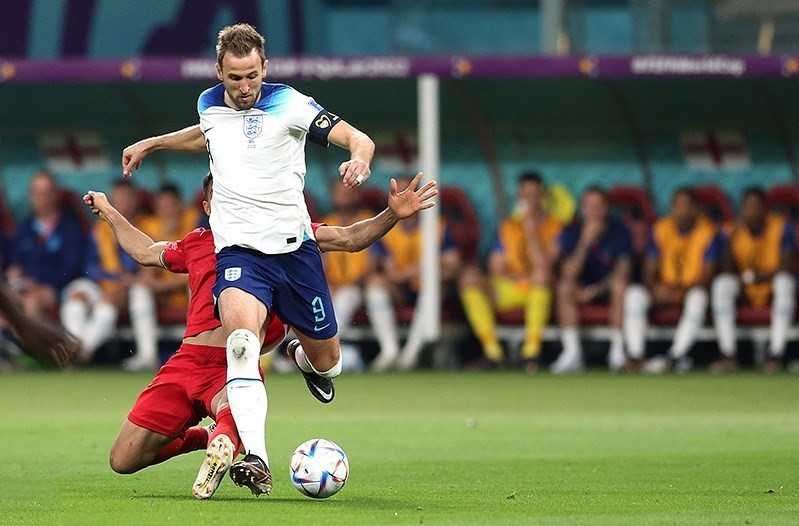
Harry Kane face à l'Iran lors du premier match de la Coupe du monde 2022.

Le 10 novembre 2022, il est sélectionné par Gareth Southgate pour participer à la Coupe du monde 2022. Lors du premier match de poule face à l'Iran, Harry Kane ne parvient pas à marquer, mais il distribue deux passes décisives pour Raheem Sterling et à Marcus Rashford, contribuant ainsi grandement à la victoire des siens (6-2). Touché lors de la rencontre, sa participation au match contre les États-Unis est incertaine. Cependant, il parvient à revenir à temps pour la rencontre mais l'Angleterre est tenue en échec (0-0). Lors du troisième et dernier match de poule contre le Pays de Galles, il donne une nouvelle passe décisive, sa troisième de la compétition, à Phil Foden pour le but du break (0-3). En huitièmes de finale contre le Sénégal, Kane est impliqué sur l'ouverture du score de Jordan Henderson, puis se charge de faire le break, ouvrant enfin son compteur de buts dans la compétition et permettant aux Three Lions de s'imposer. En quart de finale face à la France, Kane met à mal la défense de l'équipe de France, mais échoue par deux fois à marquer face à son coéquipier en club Hugo Lloris. En seconde période, Kane transforme un pénalty face à Lloris qui lui permet d'égaliser au score et de rejoindre Wayne Rooney en tête du classement des meilleurs buteurs de la sélection (53 buts chacun). Cependant, la France repasse devant et l'Angleterre obtient un nouveau penalty. Kane s'en charge et ne parvient pas à le transformer, tirant au-dessus de la cage française. Les Three Lions n'arriveront pas à recoller et sont éliminés en quart de finale du mondial. Si Harry Kane ne parvient pas à conserver son Soulier d'or du mondial, il termine tout de même en tête du classement des meilleurs passeurs de la compétition avec trois passes décisives à son compteur.

#### Meilleur buteur de l'histoire desThree Lionset deuxième finale perdue de l'Euro (2023-2024)
Le 23 mars 2023, lors d'un match face à Italie pour les éliminatoires de l'Euro 2024 (victoire 1-2), il inscrit 54e but en sélection sur penalty, devenant le meilleur buteur de la sélection anglaise. Le 17 octobre, il est auteur d'une performance remarquable face à cette même Italie à Wembley, inscrivant un doublé face à la Squadra Azzura, dont son 60e but en sélection en égalisant sur penalty ainsi qu'un but solitaire où il se joue de la défense adverse afin de venir sceller la qualification des Three Lions pour l'Euro en Allemagne.
En juin 2024, il fait partie de la liste des 26 joueurs convoqués par Gareth Southgate pour disputer l'Euro 2024. Le 20 juin, il inscrit son premier but dans la compétition en marquant face au Danemark lors du deuxième match de poules mais ne peut empêcher le match nul de son équipe (1-1). Le 30 juin, lors des huitièmes de finale, il inscrit face à la Slovaquie le but victorieux permettant aux siens de se qualifier pour la suite de la compétition. Le numéro 9 anglais se voyait remporter, enfin, le premier trophée de sa carrière. Mais l’Angleterre a subi la loi de l’Espagne (1-2), en finale de l’Euro 2024, le dimanche 14 juillet.

## Style de jeu: un attaquant complet

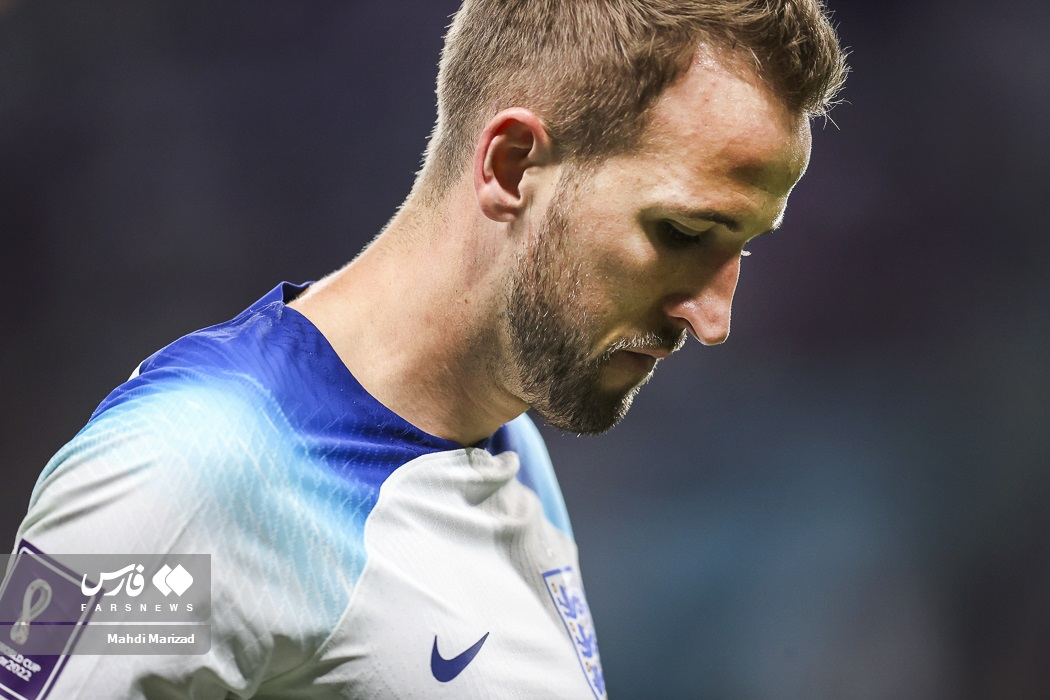
Kane lors de la Coupe du monde 2022.

Harry Kane est un attaquant polyvalent, physique et imprévisible. Il est un buteur redoutable, capable de finir n'importe quelle situation de but qui se présente à lui. Droitier naturel, Kane est également doué de son pied gauche, ce qui le rend d'autant plus dangereux face au but. Cependant, au-delà de son instinct de buteur qu'il a réussi à aiguiser au cours des années, Kane se démarque également par la complétude de son jeu. En effet, positionné par Mauricio Pochettino comme attaquant axial au sein de l'attaque de Tottenham, Kane permet également de faire la liaison avec les ailiers par ses transitions rapides en une touche de balle, qui sont caractéristiques de son style de jeu balle au pied. Sa qualité de passes peut notamment s'expliquer par son rôle de milieu de terrain à ses débuts avec l'académie des Spurs. À son arrivée sur le banc de Tottenham, José Mourinho décide d'exploiter toute la qualité de créateur de Kane, qui est toujours positionné en buteur dans la formation de départ, mais qui est désormais dans la possibilité de décrocher au milieu de terrain, afin de réorienter et de créer le jeu.

« La façon dont Harry Kane joue maintenant, fait les mouvements qu'il fait, à quand remonte la dernière fois qu'un de mes attaquants a fait ça ? Benzema ! Parce que Drogba n'était pas cela, Ibrahimović n'était pas cela, Lukaku n'était pas cela. Alors parfois, les statistiques ne correspondent pas à la réalité. »

— José Mourinho à propos de Harry Kane en mai 2021.

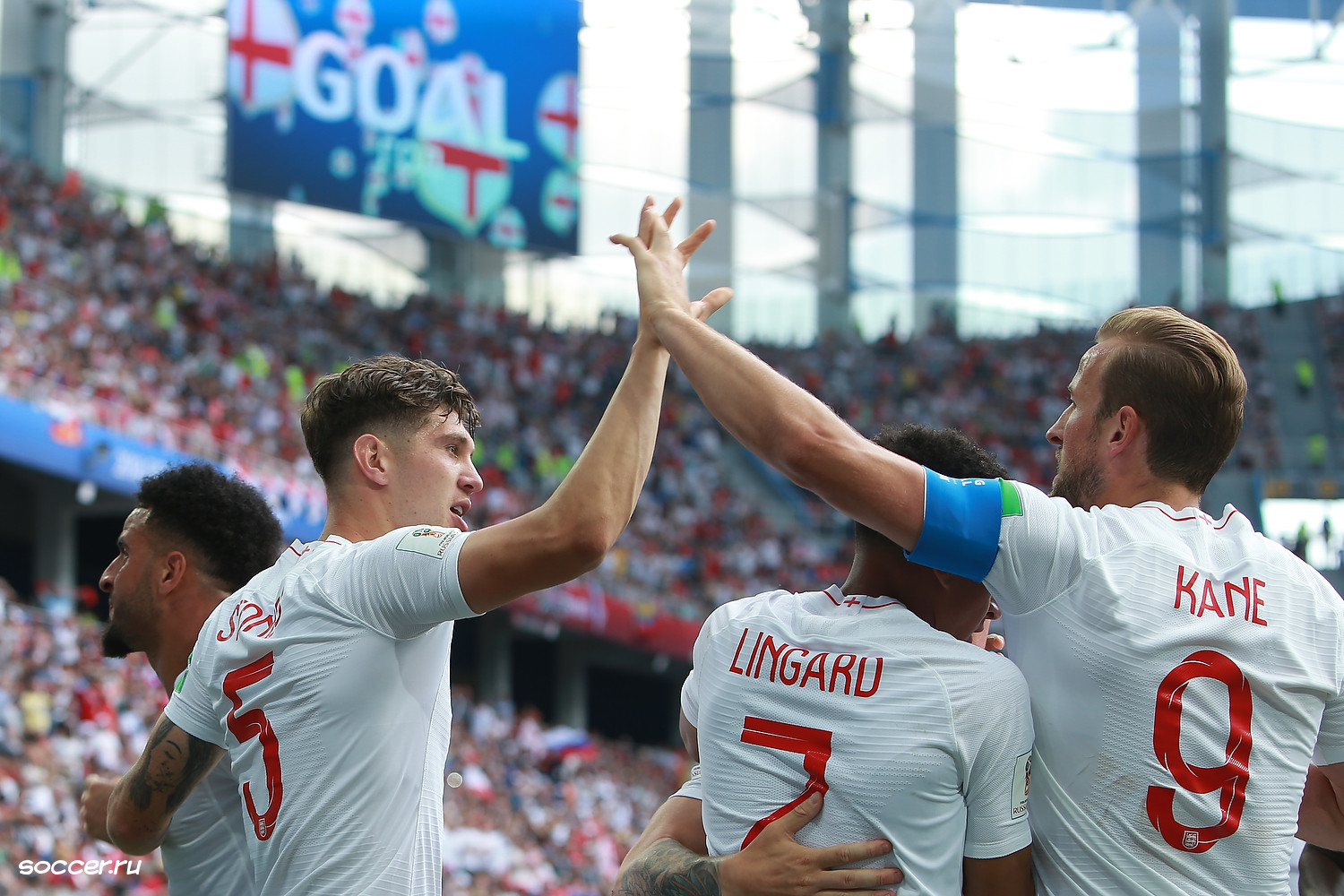
Kane, brassard de capitaine au bras, célébrant un but de John Stones face au Panama lors de la Coupe du monde 2018.

Son explosion en ce sens intervient lors de la saison 2020-2021, où il termine meilleur buteur et meilleur passeur de Premier League. Son style de jeu créatif se caractérise alors par un décrochage de son rôle de buteur pour se placer en position de milieu, généralement axial, ce qui lui permet de capitaliser sur la qualité de son jeu long pour servir les attaquants restant en position plus haute. C'est sur ce schéma que fonctionne généralement sa complicité avec Heung-min Son, puisque l'attaquant anglais se sert des appels en profondeurs et des percées de son coéquipier pour le servir en profondeur. En sélection nationale, Harry Kane met également son style de jeu au service de la tactique de Gareth Southgate, qui l'utilise dans un rôle proche de celui de numéro 10, soit dans une position où il peut exploiter la rapidité des ailiers des Three Lions.
Harry Kane se démarque également par son charisme sur le terrain et son leadership, ce qui conduit ses entraîneurs à lui confier le rôle de vice-capitaine à Tottenham derrière Hugo Lloris, et de capitaine de l'équipe nationale, un rôle que Southgate lui confie en 2018, soit à l'âge de seulement 24 ans.

## Statistiques

### Statistiques détaillées
Ce tableau présente les statistiques en carrière de Harry Kane,.

| Saison                | Club                     | Championnat           | Championnat | Championnat | Championnat | Coupe nationale | Coupe nationale | Coupe nationale | Coupe de la Ligue | Coupe de la Ligue | Coupe de la Ligue | Supercoupe | Supercoupe | Supercoupe | Compétition(s) continentale(s) | Compétition(s) continentale(s) | Compétition(s) continentale(s) | Compétition(s) continentale(s) | Play-Offs | Play-Offs | Play-Offs | Coupe du monde des clubs | Coupe du monde des clubs | Coupe du monde des clubs | Angleterre | Angleterre | Angleterre | Total | Total | Total |
| Saison                | Club                     | Division              | M.          | B.          | P.d.        | M.              | B.              | P.d.            | M.                | B.                | P.d.              | M.         | B.         | P.d.       | Comp.                          | M.                             | B.                             | P.d.                           | M.        | B.        | P.d.      | M.                       | B.                       | P.d.                     | M.         | B.         | P.d.       | M.    | B.    | P.d.  |
| 2010-2011             | Leyton Orient FC (prêt)  | League One            | 18          | 5           | 0           | -               | -               | -               | -                 | -                 | -                 | -          | -          | -          | -                              | -                              | -                              | -                              | -         | -         | -         | -                        | -                        | -                        | -          | -          | -          | 18    | 5     | 0     |
| 2011-2012             | Milwall FC (prêt)        | Championship          | 22          | 7           | 2           | 5               | 2               | 3               | -                 | -                 | -                 | -          | -          | -          | -                              | -                              | -                              | -                              | -         | -         | -         | -                        | -                        | -                        | -          | -          | -          | 27    | 9     | 5     |
| 2012-2013             | Norwich City FC (prêt)   | Premier League        | 3           | 0           | 0           | 1               | 0               | 0               | 1                 | 0                 | 1                 | -          | -          | -          | -                              | -                              | -                              | -                              | -         | -         | -         | -                        | -                        | -                        | -          | -          | -          | 5     | 0     | 1     |
| 2012-2013             | Leicester City FC (prêt) | Championship          | 13          | 2           | 0           | -               | -               | -               | -                 | -                 | -                 | -          | -          | -          | -                              | -                              | -                              | -                              | 2         | 0         | 0         | -                        | -                        | -                        | -          | -          | -          | 15    | 2     | 0     |
| Sous-total            | Sous-total               | Sous-total            | 56          | 14          | 2           | 6               | 2               | 3               | 1                 | 0                 | 1                 | -          | -          | -          | -                              | -                              | -                              | -                              | 2         | 0         | 0         | -                        | -                        | -                        | -          | -          | -          | 65    | 16    | 6     |
| 2011-2012             | Tottenham Hotspur FC     | Premier League        | -           | -           | -           | -               | -               | -               | -                 | -                 | -                 | -          | -          | -          | C3                             | 6                              | 1                              | 0                              | -         | -         | -         | -                        | -                        | -                        | -          | -          | -          | 6     | 1     | 0     |
| 2012-2013             | Tottenham Hotspur FC     | Premier League        | 1           | 0           | 0           | -               | -               | -               | -                 | -                 | -                 | -          | -          | -          | C3                             | -                              | -                              | -                              | -         | -         | -         | -                        | -                        | -                        | -          | -          | -          | 1     | 0     | 0     |
| 2013-2014             | Tottenham Hotspur FC     | Premier League        | 10          | 3           | 0           | 0               | 0               | 0               | 2                 | 1                 | 0                 | -          | -          | -          | C3                             | 7                              | 0                              | 2                              | -         | -         | -         | -                        | -                        | -                        | -          | -          | -          | 19    | 4     | 2     |
| 2014-2015             | Tottenham Hotspur FC     | Premier League        | 34          | 21          | 4           | 2               | 0               | 0               | 6                 | 3                 | 1                 | -          | -          | -          | C3                             | 9                              | 7                              | 0                              | -         | -         | -         | -                        | -                        | -                        | 2          | 1          | 0          | 53    | 32    | 5     |
| 2015-2016             | Tottenham Hotspur FC     | Premier League        | 38          | 25          | 1           | 4               | 1               | 0               | 1                 | 0                 | 0                 | -          | -          | -          | C3                             | 7                              | 2                              | 1                              | -         | -         | -         | -                        | -                        | -                        | 13         | 4          | 1          | 63    | 32    | 3     |
| 2016-2017             | Tottenham Hotspur FC     | Premier League        | 30          | 29          | 7           | 3               | 4               | 0               | 0                 | 0                 | 0                 | -          | -          | -          | C1+C3                          | 3+2                            | 2+0                            | 0                              | -         | -         | -         | -                        | -                        | -                        | 4          | 3          | 0          | 42    | 38    | 7     |
| 2017-2018             | Tottenham Hotspur FC     | Premier League        | 37          | 30          | 2           | 4               | 4               | 0               | 0                 | 0                 | 0                 | -          | -          | -          | C1                             | 7                              | 7                              | 2                              | -         | -         | -         | -                        | -                        | -                        | 11         | 11         | 1          | 59    | 52    | 5     |
| 2018-2019             | Tottenham Hotspur FC     | Premier League        | 28          | 17          | 4           | 1               | 1               | 0               | 2                 | 1                 | 1                 | -          | -          | -          | C1                             | 9                              | 5                              | 1                              | -         | -         | -         | -                        | -                        | -                        | 9          | 3          | 3          | 49    | 27    | 9     |
| 2019-2020             | Tottenham Hotspur FC     | Premier League        | 29          | 18          | 2           | 0               | 0               | 0               | 0                 | 0                 | 0                 | -          | -          | -          | C1                             | 5                              | 6                              | 0                              | -         | -         | -         | -                        | -                        | -                        | 6          | 10         | 5          | 40    | 34    | 7     |
| 2020-2021             | Tottenham Hotspur FC     | Premier League        | 35          | 23          | 14          | 2               | 1               | 0               | 4                 | 1                 | 0                 | -          | -          | -          | C3                             | 8                              | 8                              | 3                              | -         | -         | -         | -                        | -                        | -                        | 15         | 6          | 2          | 64    | 39    | 19    |
| 2021-2022             | Tottenham Hotspur FC     | Premier League        | 37          | 17          | 9           | 3               | 3               | 0               | 5                 | 1                 | 0                 | -          | -          | -          | C4                             | 5                              | 6                              | 1                              | -         | -         | -         | -                        | -                        | -                        | 12         | 12         | 1          | 62    | 39    | 11    |
| 2022-2023             | Tottenham Hotspur FC     | Premier League        | 38          | 30          | 3           | 2               | 1               | 0               | 1                 | 0                 | 0                 | -          | -          | -          | C1                             | 8                              | 1                              | 2                              | -         | -         | -         | -                        | -                        | -                        | 11         | 8          | 4          | 60    | 40    | 9     |
| Sous-total            | Sous-total               | Sous-total            | 317         | 213         | 46          | 21              | 15              | 0               | 21                | 7                 | 2                 | 0          | 0          | 0          | -                              | 76                             | 45                             | 12                             | -         | -         | -         | -                        | -                        | -                        | 84         | 58         | 17         | 519   | 338   | 77    |
| 2023-2024             | Bayern Munich            | Bundesliga            | 32          | 36          | 8           | -               | -               | -               | -                 | -                 | -                 | 1          | 0          | 0          | C1                             | 12                             | 8                              | 4                              | -         | -         | -         | -                        | -                        | -                        | 14         | 8          | 1          | 59    | 52    | 13    |
| 2024-2025             | Bayern Munich            | Bundesliga            | 31          | 26          | 8           | 2               | 1               | 1               | -                 | -                 | -                 | -          | -          | -          | C1                             | 13                             | 11                             | 2                              | -         | -         | -         | 5                        | 3                        | 1                        | 9          | 7          | 0          | 60    | 48    | 12    |
| 2025-2026             | Bayern Munich            | Bundesliga            | 0           | 0           | 0           | 0               | 0               | 0               | -                 | -                 | -                 | 1          | 1          | 0          | C1                             | 13                             | 11                             | 2                              | -         | -         | -         | -                        | -                        | -                        | 0          | 0          | 0          | 14    | 12    | 2     |
| Sous-total            | Sous-total               | Sous-total            | 63          | 62          | 16          | 2               | 1               | 1               | -                 | -                 | -                 | 2          | 1          | 0          | -                              | 25                             | 19                             | 6                              | -         | -         | -         | 5                        | 3                        | 1                        | 23         | 15         | 1          | 120   | 101   | 25    |
| Total sur la carrière | Total sur la carrière    | Total sur la carrière | 436         | 289         | 64          | 29              | 18              | 4               | 22                | 7                 | 3                 | 2          | 1          | 0          | -                              | 101                            | 64                             | 18                             | 2         | 0         | 0         | 5                        | 3                        | 1                        | 107        | 73         | 18         | 704   | 455   | 108   |

### Liste des matchs internationaux
| Matchs internationaux de Harry Kane | Matchs internationaux de Harry Kane | Matchs internationaux de Harry Kane                   | Matchs internationaux de Harry Kane | Matchs internationaux de Harry Kane | Matchs internationaux de Harry Kane     | Matchs internationaux de Harry Kane                                |
|                                     | Date                                | Lieu                                                  | Adversaire                          | Résultat                            | Compétition                             | Notes                                                              |
| ----------------------------------- | ----------------------------------- | ----------------------------------------------------- | ----------------------------------- | ----------------------------------- | --------------------------------------- | ------------------------------------------------------------------ |
| 1                                   | 27 mars 2015                        | Wembley Stadium, Londres, Angleterre                  | Lituanie                            | 4 - 0                               | Éliminatoires à l'Euro 2016             | Entre en jeu à la 71e minute à la place de Wayne Rooney.           |
| 2                                   | 31 mars 2015                        | Juventus Stadium, Turin, Italie                       | Italie                              | 1 - 1                               | Match amical                            | Titulaire.                                                         |
| 3                                   | 5 septembre 2015                    | Tórsvøllur, Torshavn, Saint Marin                     | Saint-Marin                         | 0 - 6                               | Éliminatoires à l'Euro 2016             | Entre en jeu à la 58e minute à la place de Wayne Rooney.           |
| 4                                   | 8 septembre 2015                    | Wembley Stadium, Londres, Angleterre                  | Suisse                              | 2 - 0                               | Éliminatoires à l'Euro 2016             | Entre en jeu à la 57e minute à la place de Jonjo Shelvey.          |
| 5                                   | 9 octobre 2015                      | Wembley Stadium, Londres, Angleterre                  | Estonie                             | 2 - 0                               | Éliminatoires à l'Euro 2016             | Titulaire.                                                         |
| 6                                   | 12 octobre 2015                     | Stade LFF, Vilnius, Lituanie                          | Lituanie                            | 0 - 3                               | Éliminatoires à l'Euro 2016             | Titulaire.                                                         |
| 7                                   | 13 novembre 2015                    | Stade José-Rico-Pérez, Alicante, Espagne              | Espagne                             | 2 - 0                               | Match amical                            | Titulaire.                                                         |
| 8                                   | 17 novembre 2015                    | Wembley Stadium, Londres, Angleterre                  | France                              | 2 - 0                               | Match amical                            | Titulaire et remplacé par Ryan Bertrand à la 80e minute.           |
| 9                                   | 26 mars 2016                        | Stade Olympique, Berlin, Allemagne                    | Allemagne                           | 2 - 3                               | Match amical                            | Titulaire.                                                         |
| 10                                  | 29 mars 2016                        | Wembley Stadium, Londres, Angleterre                  | Pays-Bas                            | 1 - 2                               | Match amical                            | Entre en jeu à la place d'Adam Lallana à la 70e minute.            |
| 11                                  | 22 mai 2016                         | Etihad Stadium, Manchester, Angleterre                | Turquie                             | 2 - 1                               | Match amical                            | Titulaire.                                                         |
| 12                                  | 2 juin 2016                         | Wembley Stadium, Londres, Angleterre                  | Portugal                            | 1 - 0                               | Match amical                            | Titulaire et remplacé par Daniel Sturridge à la 78e minute.        |
| 13                                  | 11 juin 2016                        | Orange Vélodrome, Marseille, France                   | Russie                              | 1 - 1                               | Euro 2016                               | Titulaire.                                                         |
| 14                                  | 16 juin 2016                        | Stade Bollaert-Delelis, Lens, France                  | Pays de Galles                      | 2 - 1                               | Euro 2016                               | Titulaire et remplacé par Jamie Vardy à la 46e minute.             |
| 15                                  | 20 juin 2016                        | Stade Geoffroy-Guichard, Saint-Étienne, France        | Slovaquie                           | 0 - 0                               | Euro 2016                               | Entre en jeu à la place de Daniel Sturridge à la 76e minute.       |
| 16                                  | 27 juin 2016                        | Allianz Riviera, Nice, France                         | Islande                             | 1 - 2                               | Euro 2016                               | Titulaire.                                                         |
| 17                                  | 4 septembre 2016                    | Stade Antona-Malatinského, Trnava, Slovaquie          | Slovaquie                           | 0 - 1                               | Éliminatoires de la Coupe du monde 2018 | Titulaire et remplacé par Daniel Sturridge à la 82e minute.        |
| 18                                  | 10 juin 2017                        | Hampden Park, Glasgow, Écosse                         | Écosse                              | 2 - 2                               | Éliminatoires de la Coupe du monde 2018 | Titulaire.                                                         |
| 19                                  | 13 juin 2017                        | Stade de France, Saint-Denis, France                  | France                              | 3 - 2                               | Match amical                            | Titulaire.                                                         |
| 20                                  | 1er septembre 2017                  | Ta' Qali Stadium, Ta' Qali, Malte                     | Malte                               | 0 - 4                               | Éliminatoires de la Coupe du monde 2018 | Titulaire.                                                         |
| 21                                  | 4 septembre 2017                    | Wembley Stadium, Londres, Angleterre                  | Slovaquie                           | 2 - 1                               | Éliminatoires de la Coupe du monde 2018 | Titulaire.                                                         |
| 22                                  | 5 octobre 2017                      | Wembley Stadium, Londres, Angleterre                  | Slovénie                            | 1 - 0                               | Éliminatoires de la Coupe du monde 2018 | Titulaire.                                                         |
| 23                                  | 8 octobre 2017                      | Stade LFF, Vilnius, Lituanie                          | Lituanie                            | 0 - 1                               | Éliminatoires de la Coupe du monde 2018 | Titulaire.                                                         |
| 24                                  | 2 juin 2018                         | Wembley Stadium, Londres, Angleterre                  | Nigeria                             | 2 - 1                               | Match amical                            | Titulaire et remplacé par Danny Welbeck à la 73e minute.           |
| 25                                  | 18 juin 2018                        | Volgograd Arena, Volgograd, Russie                    | Tunisie                             | 1 - 2                               | Coupe du monde 2018                     | Titulaire.                                                         |
| 26                                  | 24 juin 2018                        | Stade de Nijni Novgorod, Nijni Novgorod, Russie       | Panama                              | 6 - 1                               | Coupe du monde 2018                     | Titulaire et remplacé par Jamie Vardy à la 63e minute.             |
| 27                                  | 3 juillet 2018                      | Otkrytie Arena, Moscou, Russie                        | Colombie                            | 1 - 1 4-3 t.a.b                     | Coupe du monde 2018                     | Titulaire.                                                         |
| 28                                  | 7 juillet 2018                      | Samara Arena, Samara, Russie                          | Suède                               | 0 - 2                               | Coupe du monde 2018                     | Titulaire.                                                         |
| 29                                  | 11 juillet 2018                     | Stade Loujniki, Moscou, Russie                        | Croatie                             | 2 - 1                               | Coupe du monde 2018                     | Titulaire.                                                         |
| 30                                  | 14 juillet 2018                     | Stade de Saint-Pétersbourg, Saint-Pétersbourg, Russie | Belgique                            | 2 - 0                               | Coupe du monde 2018                     | Titulaire.                                                         |
| 31                                  | 8 septembre 2018                    | Wembley Stadium, Londres, Angleterre                  | Espagne                             | 1 - 2                               | Ligue des nations 2018-2019             | Titulaire.                                                         |
| 32                                  | 11 septembre 2018                   | Stade Auguste-Delaune, Reims, France                  | Suisse                              | 1 - 0                               | Match amical                            | Entre en jeu à la place de Danny Welbeck à la 61e minute.          |
| 33                                  | 12 octobre 2018                     | Stade Kantrida, Rijeka, Croatie                       | Croatie                             | 0 - 0                               | Ligue des nations 2018-2019             | Titulaire.                                                         |
| 34                                  | 15 octobre 2018                     | Stade Benito-Villamarín, Séville, Espagne             | Espagne                             | 2 - 3                               | Ligue des nations 2018-2019             | Titulaire.                                                         |
| 35                                  | 18 novembre 2018                    | Wembley Stadium, Londres, Angleterre                  | Croatie                             | 2 - 1                               | Ligue des nations 2018-2019             | Titulaire.                                                         |
| 36                                  | 22 mars 2019                        | Wembley Stadium, Londres, Angleterre                  | Tchéquie                            | 5 - 0                               | Éliminatoire de l'Euro 2020             | Titulaire.                                                         |
| 37                                  | 25 mars 2019                        | Stade Pod Goricom, Podgorica, Monténégro              | Monténégro                          | 1 - 5                               | Éliminatoire de l'Euro 2020             | Titulaire et remplacé par Callum Wilson à la 83e minute.           |
| 38                                  | 6 juin 2019                         | Stade D. Afonso Henriques, Guimarães, Portugal        | Pays-Bas                            | 3 - 1                               | Ligue des nations 2018-2019             | Entre en jeu à la place de Marcus Rashford à la 46e minute.        |
| 39                                  | 9 juin 2019                         | Stade D. Afonso Henriques, Guimarães, Portugal        | Suisse                              | 0 - 0 5-6 t.a.b                     | Ligue des nations 2018-2019             | Titulaire et remplacé par Callum Wilson à la 75e minute.           |
| 40                                  | 7 septembre 2019                    | Wembley Stadium, Londres, Angleterre                  | Bulgarie                            | 4 - 0                               | Éliminatoire de l'Euro 2020             | Titulaire et remplacé par Alex Oxlade-Chamberlain à la 77e minute. |
| 41                                  | 10 septembre 2019                   | St Mary's Stadium, Southampton, Angleterre            | Kosovo                              | 5 - 3                               | Éliminatoire de l'Euro 2020             | Titulaire.                                                         |
| 42                                  | 11 octobre 2019                     | Sinobo Stadium, Prague, Tchéquie                      | Tchéquie                            | 2 - 1                               | Éliminatoire de l'Euro 2020             | Titulaire.                                                         |
| 43                                  | 14 octobre 2019                     | Stade national Vassil-Levski, Sofia, Bulgarie         | Bulgarie                            | 0 - 6                               | Éliminatoire de l'Euro 2020             | Titulaire.                                                         |
| 44                                  | 14 novembre 2019                    | Wembley Stadium, Londres, Angleterre                  | Monténégro                          | 7 - 0                               | Éliminatoire de l'Euro 2020             | Titulaire et remplacé par Tammy Abraham à la 57e minute.           |
| 45                                  | 17 novembre 2019                    | Stade de Fadil Vokrri, Pristina, Kosovo               | Kosovo                              | 0 - 4                               | Éliminatoire de l'Euro 2020             | Titulaire.                                                         |
| 46                                  | 5 septembre 2020                    | Laugardalsvöllur, Reykjavik, Islande                  | Islande                             | 0 - 1                               | Ligue des nations 2020-2021             | Titulaire et remplacé par Mason Greenwood à la 78e minute.         |
| 47                                  | 8 septembre 2020                    | Parken Stadium, Copenhague, Danemark                  | Danemark                            | 0 - 0                               | Ligue des nations 2020-2021             | Titulaire.                                                         |
| 48                                  | 11 octobre 2020                     | Wembley Stadium, Londres, Angleterre                  | Belgique                            | 2 - 1                               | Ligue des nations 2020-2021             | Entre en jeu à la place de Dominic Calvert-Lewin à la 66e minute.  |
| 49                                  | 14 octobre 2020                     | Wembley Stadium, Londres, Angleterre                  | Danemark                            | 0 - 1                               | Ligue des nations 2020-2021             | Titulaire.                                                         |
| 50                                  | 15 novembre 2020                    | Stade Den Dreef, Louvain, Belgique                    | Belgique                            | 2 - 0                               | Ligue des nations 2020-2021             | Titulaire.                                                         |
| 51                                  | 18 novembre 2020                    | Wembley Stadium, Londres, Angleterre                  | Islande                             | 4 - 0                               | Ligue des nations 2020-2021             | Titulaire et remplacé par Tammy Abraham à la 76e minute.           |
| 52                                  | 28 mars 2021                        | Air Albania Stadium, Tirana, Albanie                  | Albanie                             | 0 - 2                               | Éliminatoires Coupe du monde 2022       | Titulaire.                                                         |
| 53                                  | 31 mars 2021                        | Wembley Stadium, Londres, Angleterre                  | Pologne                             | 2 - 1                               | Éliminatoires Coupe du monde 2022       | Titulaire et remplacé par Dominic Calvert-Lewin à la 89e minute.   |
| 54                                  | 2 juin 2021                         | Riverside Stadium, Middlesbrough, Angleterre          | Autriche                            | 1 - 0                               | Match amical                            | Titulaire et remplacé par Dominic Calvert-Lewin à la 61e minute.   |
| 55                                  | 13 juin 2021                        | Wembley Stadium, Londres, Angleterre                  | Croatie                             | 1 - 0                               | Euro 2020                               | Titulaire et remplacé par Jude Bellingham à la 82e minute.         |
| 56                                  | 18 juin 2021                        | Wembley Stadium, Londres, Angleterre                  | Écosse                              | 0 - 0                               | Euro 2020                               | Titulaire et remplacé par Marcus Rashford à la 74e minute.         |
| 57                                  | 22 juin 2021                        | Wembley Stadium, Londres, Angleterre                  | Tchéquie                            | 0 - 1                               | Euro 2020                               | Titulaire.                                                         |
| 58                                  | 29 juin 2021                        | Wembley Stadium, Londres, Angleterre                  | Allemagne                           | 2 - 0                               | Euro 2020                               | Titulaire.                                                         |
| 59                                  | 3 juillet 2021                      | Itaipava Arena Fonte Nova, Salvador, Brésil           | Ukraine                             | 0 - 4                               | Euro 2020                               | Titulaire et remplacé par Dominic Calvert-Lewin à la 73e minute.   |
| 60                                  | 7 juillet 2021                      | Wembley Stadium, Londres, Angleterre                  | Danemark                            | 2 - 1                               | Euro 2020                               | Titulaire.                                                         |
| 61                                  | 11 juillet 2021                     | Wembley Stadium, Londres, Angleterre                  | Italie                              | 1 - 1 3-2 t.a.b                     | Euro 2020                               | Titulaire.                                                         |
| 62                                  | 2 septembre 2021                    | Stade Ferenc-Puskás, Budapest, Hongrie                | Hongrie                             | 0 - 4                               | Éliminatoires Coupe du monde 2022       | Titulaire.                                                         |
| 63                                  | 5 septembre 2021                    | Wembley Stadium, Londres, Angleterre                  | Andorre                             | 4 - 0                               | Éliminatoires Coupe du monde 2022       | Entre en jeu à la place de Patrick Bamford à la 66e minute.        |
| 64                                  | 8 septembre 2021                    | Stade national de Varsovie, Varsovie, Pologne         | Pologne                             | 1 - 1                               | Éliminatoires Coupe du monde 2022       | Titulaire.                                                         |
| 65                                  | 12 octobre 2021                     | Wembley Stadium, Londres, Angleterre                  | Hongrie                             | 1 - 1                               | Éliminatoires Coupe du monde 2022       | Titulaire et remplacé par Tammy Abraham à la 76e minute.           |
| 66                                  | 12 novembre 2021                    | Wembley Stadium, Londres, Angleterre                  | Albanie                             | 5 - 0                               | Éliminatoires Coupe du monde 2022       | Titulaire et remplacé par Tammy Abraham à la 63e minute.           |
| 67                                  | 15 novembre 2021                    | Tórsvøllur, Torshavn, Saint Marin                     | Saint-Marin                         | 0 - 10                              | Éliminatoires Coupe du monde 2022       | Titulaire et remplacé par Reece James à la 63e minute.             |
| 68                                  | 26 mars 2022                        | Wembley Stadium, Londres, Angleterre                  | Suisse                              | 2 - 1                               | Match amical                            | Titulaire et remplacé par Ollie Watkins à la 89e minute.           |
| 69                                  | 29 mars 2022                        | Wembley Stadium, Londres, Angleterre                  | Côte d'Ivoire                       | 3 - 0                               | Match amical                            | Titulaire.                                                         |
| 70                                  | 4 juin 2022                         | Stade Ferenc-Puskás, Budapest, Hongrie                | Hongrie                             | 1 - 0                               | Ligue des nations 2022-2023             | Titulaire.                                                         |
| 71                                  | 7 juin 2022                         | Allianz Arena, Munich, Allemagne                      | Allemagne                           | 1 - 1                               | Ligue des nations 2022-2023             | Titulaire.                                                         |
| 72                                  | 11 juin 2022                        | Molineux, Wolverhampton, Angleterre                   | Italie                              | 0 - 0                               | Ligue des nations 2022-2023             | Entre en jeu à la place de Tammy Abraham à la 65e minute.          |
| 73                                  | 14 juin 2022                        | Molineux, Wolverhampton, Angleterre                   | Hongrie                             | 0 - 4                               | Ligue des nations 2022-2023             | Titulaire.                                                         |
| 74                                  | 23 septembre 2022                   | San Siro, Milan, Italie                               | Italie                              | 1 - 0                               | Ligue des nations 2022-2023             | Titulaire.                                                         |
| 75                                  | 26 septembre 2022                   | Wembley Stadium, Londres, Angleterre                  | Allemagne                           | 3 - 3                               | Ligue des nations 2022-2023             | Titulaire.                                                         |
| 76                                  | 21 novembre 2022                    | Stade international de Khalifa, Doha, Qatar           | Iran                                | 6 - 2                               | Coupe du monde 2022                     | Titulaire et remplacé par Callum Wilson à la 76e minute.           |
| 77                                  | 25 novembre 2022                    | Stade Al-Bayt, Al-Khor, Qatar                         | États-Unis                          | 0 - 0                               | Coupe du monde 2022                     | Titulaire.                                                         |
| 78                                  | 29 novembre 2022                    | Stade Ahmad-ben-Ali, Al Rayyan, Qatar                 | Pays de Galles                      | 0 - 3                               | Coupe du monde 2022                     | Titulaire et remplacé par Callum Wilson à la 57e minute.           |
| 79                                  | 4 décembre 2022                     | Stade Al-Bayt, Al-Khor, Qatar                         | Sénégal                             | 3 - 0                               | Coupe du monde 2022                     | Titulaire.                                                         |
| 80                                  | 10 décembre 2022                    | Stade Al-Bayt, Al-Khor, Qatar                         | France                              | 1 - 2                               | Coupe du monde 2022                     | Titulaire.                                                         |
| 81                                  | 23 mars 2023                        | Stade Diego Armando Maradona, Naples, Italie          | Italie                              | 1 - 2                               | Éliminatoires de l'Euro 2024            | Titulaire.                                                         |
| 82                                  | 26 mars 2023                        | Wembley Stadium, Londres, Angleterre                  | Ukraine                             | 2 - 0                               | Éliminatoires de l'Euro 2024            | Titulaire et remplacé par Ivan Toney à la 81e minute.              |
| 83                                  | 16 juin 2023                        | Ta' Qali Stadium, Ta' Qali, Malte                     | Malte                               | 0 - 4                               | Éliminatoires de l'Euro 2024            | Titulaire et remplacé par Callum Wilson à la 60e minute.           |
| 84                                  | 19 juin 2023                        | Old Trafford, Manchester, Angleterre                  | Macédoine du Nord                   | 7 - 0                               | Éliminatoires de l'Euro 2024            | Titulaire et remplacé par Callum Wilson à la 60e minute.           |

### Buts internationaux
| Buts internationaux de Harry Kane | Buts internationaux de Harry Kane | Buts internationaux de Harry Kane               | Buts internationaux de Harry Kane | Buts internationaux de Harry Kane | Buts internationaux de Harry Kane | Buts internationaux de Harry Kane |
| 0                                 | Date                              | Lieu                                            | Adversaire                        | Score                             | Résultats                         | Compétitions                      |
| --------------------------------- | --------------------------------- | ----------------------------------------------- | --------------------------------- | --------------------------------- | --------------------------------- | --------------------------------- |
| 1                                 | 27 mars 2015                      | Wembley Stadium, Londres, Angleterre            | Lituanie                          | 4-0                               | 4-0                               | Éliminatoires Euro 2016           |
| 2                                 | 5 septembre 2015                  | Stadio Olimpico, Serravalle, Saint-Marin        | Saint-Marin                       | 5-0                               | 6-0                               | Éliminatoires Euro 2016           |
| 3                                 | 8 septembre 2015                  | Wembley Stadium, Londres, Angleterre            | Suisse                            | 1-0                               | 2-0                               | Éliminatoires Euro 2016           |
| 4                                 | 26 mars 2016                      | Olympiastadion, Berlin, Allemagne               | Allemagne                         | 1-2                               | 3-2                               | Match amical                      |
| 5                                 | 22 mai 2016                       | Wembley Stadium, Londres, Angleterre            | Turquie                           | 1-0                               | 2-1                               | Match amical                      |
| 6                                 | 10 juin 2017                      | Hampden Park, Glasgow, Écosse                   | Écosse                            | 2-2                               | 2-2                               | Éliminatoires Coupe du monde 2018 |
| 7                                 | 13 juin 2017                      | Stade de France, Saint-Denis, France            | France                            | 1-0                               | 2-3                               | Match amical                      |
| 8                                 | 13 juin 2017                      | Stade de France, Saint-Denis, France            | France                            | 2-2                               | 2-3                               | Match amical                      |
| 9                                 | 1er septembre 2017                | Ta' Qali Stadium, Ta' Qali, Malte               | Malte                             | 1-0                               | 4-0                               | Éliminatoires Coupe du monde 2018 |
| 10                                | 1er septembre 2017                | Ta' Qali Stadium, Ta' Qali, Malte               | Malte                             | 4-0                               | 4-0                               | Éliminatoires Coupe du monde 2018 |
| 11                                | 5 octobre 2017                    | Wembley Stadium, Londres, Angleterre            | Slovénie                          | 1-0                               | 1-0                               | Éliminatoires Coupe du monde 2018 |
| 12                                | 8 octobre 2017                    | Stade LFF, Vilnius, Lituanie                    | Lituanie                          | 1-0                               | 1-0                               | Éliminatoires Coupe du monde 2018 |
| 13                                | 2 juin 2018                       | Wembley Stadium, Londres, Angleterre            | Nigeria                           | 2-0                               | 2-1                               | Match amical                      |
| 14                                | 18 juin 2018                      | Volgograd Arena, Volgograd, Russie              | Tunisie                           | 1-0                               | 2-1                               | Coupe du monde 2018               |
| 15                                | 18 juin 2018                      | Volgograd Arena, Volgograd, Russie              | Tunisie                           | 2-1                               | 2-1                               | Coupe du monde 2018               |
| 16                                | 24 juin 2018                      | Stade de Nijni Novgorod, Nijni Novgorod, Russie | Panama                            | 2-0                               | 6-1                               | Coupe du monde 2018               |
| 17                                | 24 juin 2018                      | Stade de Nijni Novgorod, Nijni Novgorod, Russie | Panama                            | 5-0                               | 6-1                               | Coupe du monde 2018               |
| 18                                | 24 juin 2018                      | Stade de Nijni Novgorod, Nijni Novgorod, Russie | Panama                            | 6-0                               | 6-1                               | Coupe du monde 2018               |
| 19                                | 3 juillet 2018                    | Otkrytie Arena, Moscou, Russie                  | Colombie                          | 1-0                               | 1-1                               | Coupe du monde 2018               |
| 20                                | 18 novembre 2018                  | Wembley Stadium, Londres, Angleterre            | Croatie                           | 2-1                               | 2-1                               | Ligue des nations 2018-2019       |
| 21                                | 22 mars 2019                      | Wembley Stadium, Londres, Angleterre            | Tchéquie                          | 2-0                               | 5-0                               | Éliminatoires Euro 2020           |
| 22                                | 25 mars 2019                      | Podgorica City Stadium, Podgorica, Monténégro   | Monténégro                        | 1-4                               | 1-5                               | Éliminatoires Euro 2020           |
| 23                                | 7 septembre 2019                  | Wembley Stadium, Londres, Angleterre            | Bulgarie                          | 1-0                               | 4-0                               | Éliminatoires Euro 2020           |
| 24                                | 7 septembre 2019                  | Wembley Stadium, Londres, Angleterre            | Bulgarie                          | 2-0                               | 4-0                               | Éliminatoires Euro 2020           |
| 25                                | 7 septembre 2019                  | Wembley Stadium, Londres, Angleterre            | Bulgarie                          | 4-0                               | 4-0                               | Éliminatoires Euro 2020           |
| 26                                | 10 septembre 2019                 | St Mary's Stadium, Southampton, Angleterre      | Kosovo                            | 2-1                               | 5-3                               | Éliminatoires Euro 2020           |
| 27                                | 11 octobre 2019                   | Eden Aréna, Prague, République tchèque          | Tchéquie                          | 0-1                               | 2-1                               | Éliminatoires Euro 2020           |
| 28                                | 14 octobre 2019                   | Vasil Levski National Stadium, Sofia, Bulgarie  | Bulgarie                          | 0-6                               | 0-6                               | Éliminatoires Euro 2020           |
| 29                                | 14 novembre 2019                  | Wembley Stadium, Londres, Angleterre            | Monténégro                        | 2-0                               | 7-0                               | Éliminatoires Euro 2020           |
| 30                                | 14 novembre 2019                  | Wembley Stadium, Londres, Angleterre            | Monténégro                        | 3-0                               | 7-0                               | Éliminatoires Euro 2020           |
| 31                                | 14 novembre 2019                  | Wembley Stadium, Londres, Angleterre            | Monténégro                        | 5-0                               | 7-0                               | Éliminatoires Euro 2020           |
| 32                                | 17 novembre 2019                  | Stade de Fadil Vokrri, Pristina, Kosovo         | Kosovo                            | 0-2                               | 0-4                               | Éliminatoires Euro 2020           |
| 33                                | 28 mars 2021                      | Air Albania Stadium, Tirana, Albanie            | Albanie                           | 1-0                               | 2-0                               | Éliminatoires Coupe du monde 2022 |
| 34                                | 31 mars 2021                      | Wembley Stadium, Londres, Angleterre            | Pologne                           | 1-0                               | 2-1                               | Éliminatoires Coupe du monde 2022 |
| 35                                | 29 juin 2021                      | Wembley Stadium, Londres, Angleterre            | Allemagne                         | 2-0                               | 2-0                               | Euro 2020                         |
| 36                                | 3 juillet 2021                    | Stadio Olimpico, Rome, Italie                   | Ukraine                           | 1-0                               | 4-0                               | Euro 2020                         |
| 37                                | 3 juillet 2021                    | Stadio Olimpico, Rome, Italie                   | Ukraine                           | 3-0                               | 4-0                               | Euro 2020                         |
| 38                                | 7 juillet 2021                    | Wembley Stadium, Londres, Angleterre            | Danemark                          | 2-1                               | 2-1                               | Euro 2020                         |
| 39                                | 2 septembre 2021                  | Stade Ferenc-Puskás, Budapest, Hongrie          | Hongrie                           | 0-2                               | 0-4                               | Éliminatoires Coupe du monde 2022 |
| 40                                | 5 septembre 2021                  | Wembley Stadium, Londres, Angleterre            | Andorre                           | 2-0                               | 4-0                               | Éliminatoires Coupe du monde 2022 |
| 41                                | 8 septembre 2021                  | Stadion Narodowy, Varsovie, Pologne             | Pologne                           | 0-1                               | 1-1                               | Éliminatoires Coupe du monde 2022 |
| 42                                | 12 novembre 2021                  | Wembley Stadium, Londres, Angleterre            | Albanie                           | 2-0                               | 5-0                               | Éliminatoires Coupe du monde 2022 |
| 43                                | 12 novembre 2021                  | Wembley Stadium, Londres, Angleterre            | Albanie                           | 4-0                               | 5-0                               | Éliminatoires Coupe du monde 2022 |
| 44                                | 12 novembre 2021                  | Wembley Stadium, Londres, Angleterre            | Albanie                           | 5-0                               | 5-0                               | Éliminatoires Coupe du monde 2022 |
| 45                                | 15 novembre 2021                  | Stadio Olimpico, Serravalle, Saint-Marin        | Saint-Marin                       | 0-2                               | 0-10                              | Éliminatoires Coupe du monde 2022 |
| 46                                | 15 novembre 2021                  | Stadio Olimpico, Serravalle, Saint-Marin        | Saint-Marin                       | 0-3                               | 0-10                              | Éliminatoires Coupe du monde 2022 |
| 47                                | 15 novembre 2021                  | Stadio Olimpico, Serravalle, Saint-Marin        | Saint-Marin                       | 0-4                               | 0-10                              | Éliminatoires Coupe du monde 2022 |
| 48                                | 15 novembre 2021                  | Stadio Olimpico, Serravalle, Saint-Marin        | Saint-Marin                       | 0-5                               | 0-10                              | Éliminatoires Coupe du monde 2022 |
| 49                                | 26 mars 2022                      | Wembley Stadium, Londres, Angleterre            | Suisse                            | 2-1                               | 2-1                               | Match amical                      |
| 50                                | 7 juin 2022                       | Allianz Arena, Munich, Allemagne                | Allemagne                         | 1-1                               | 1-1                               | Ligue des nations 2022-2023       |
| 51                                | 26 septembre 2022                 | Wembley Stadium, Londres, Angleterre            | Allemagne                         | 3-2                               | 3-3                               | Ligue des nations 2022-2023       |
| 52                                | 4 décembre 2022                   | Stade Al-Bayt Arena, Al-Khor, Qatar             | Sénégal                           | 2-0                               | 3-0                               | Coupe du monde 2022               |
| 53                                | 10 décembre 2022                  | Stade Al-Bayt Arena, Al-Khor, Qatar             | France                            | 1-1                               | 1-2                               | Coupe du monde 2022               |
| 54                                | 23 mars 2023                      | Stade Diego Maradona, Naples, Italie            | Italie                            | 0-2                               | 1-2                               | Éliminatoires de l'Euro 2024      |
| 55                                | 26 mars 2023                      | Wembley Stadium, Londres, Angleterre            | Ukraine                           | 1-0                               | 2-0                               | Éliminatoires de l'Euro 2024      |
| 56                                | 16 juin 2023                      | Ta' Qali Stadium, Ta' Qali, Malte               | Malte                             | 0-3                               | 0-4                               | Éliminatoires de l'Euro 2024      |
| 57                                | 19 juin 2023                      | Old Trafford, Manchester, Angleterre            | Macédoine du Nord                 | 1-0                               | 7-0                               | Éliminatoires de l'Euro 2024      |
| 58                                | 19 juin 2023                      | Old Trafford, Manchester, Angleterre            | Macédoine du Nord                 | 7-0                               | 7-0                               | Éliminatoires de l'Euro 2024      |
| 59                                | 12 septembre 2023                 | Hampden Park, Glasgow, Écosse                   | Écosse                            | 1-3                               | 1-3                               | Match amical                      |
| 60                                | 17 octobre 2023                   | Wembley Stadium, Londres, Angleterre            | Italie                            | 1-1                               | 3-1                               | Éliminatoires de l'Euro 2024      |
| 61                                | 17 octobre 2023                   | Wembley Stadium, Londres, Angleterre            | Italie                            | 3-1                               | 3-1                               | Éliminatoires de l'Euro 2024      |
| 62                                | 17 novembre 2023                  | Wembley Stadium, Londres, Angleterre            | Malte                             | 2-0                               | 2-0                               | Éliminatoires de l'Euro 2024      |
| 63                                | 3 juin 2024                       | St James' Park, Newcastle, Angleterre           | Bosnie-Herzégovine                | 3-0                               | 3-0                               | Match amical                      |
| 64                                | 20 juin 2024                      | Deutsche Bank Park, Francfort, Allemagne        | Danemark                          | 0-1                               | 1-1                               | Euro 2024                         |
| 65                                | 30 juin 2024                      | Veltins-Arena, Gelsenkirchen, Allemagne         | Slovaquie                         | 2-1                               | 2-1                               | Euro 2024                         |
| 66                                | 10 juillet 2024                   | Signal Iduna Park, Dortmund, Allemagne          | Pays-Bas                          | 1-1                               | 1-2                               | Euro 2024                         |

## Palmarès

### Palmarès en club et sélection
| Tottenham Hotspur | Bayern Munich (2)                                                                                   | Équipe d'Angleterre                                                                         |
| --- | --------------------------------------------------------------------------------------------------- | ------------------------------------------------------------------------------------------- |
| - Premier League - Vice-champion en 2017. - Coupe de la Ligue anglaise - Finaliste en 2015 et 2021. - Ligue des champions - Finaliste en 2019. | - Bundesliga - Champion en 2025. - Supercoupe d'Allemagne - Vainqueur en 2025. - Finaliste en 2023. | - Championnat d'Europe - Finaliste en 2021 et 2024. - Ligue des nations - Troisième en 2019 |

### Récompenses individuelles
La liste ci-dessous regroupe l'ensemble des distinctions individuelles de Kane par année civile.

### Classements

#### Ballon d'or
| Années | Classements | % des suffrages | Clubs             | Vainqueurs                  |
| ------ | ----------- | --------------- | ----------------- | --------------------------- |
| 2017   | 10e         | 1,28 %          | Tottenham Hotspur | Cristiano Ronaldo (33,76 %) |
| 2018   | 10e         | 0,87 %          | Tottenham Hotspur | Luka Modrić (26,14 %)       |
| 2021   | 23e         | 0,15 %          | Tottenham Hotspur | Lionel Messi (24,36 %)      |
| 2022   | 21e         | 0 %             | Tottenham Hotspur | Karim Benzema (36,90 %)     |
| 2023   | 19e         | 0,27 %          | Tottenham Hotspur | Lionel Messi (31,39 %)      |
| 2023   | 19e         | 0,27 %          | Bayern Munich     | Lionel Messi (31,39 %)      |
| 2024   | 10e         | 3,03 %          | Bayern Munich     | Rodri (17,64 %)             |

#### Joueur de l'année FIFA
| Années | Classements | % des suffrages | Clubs             | Vainqueurs                  |
| ------ | ----------- | --------------- | ----------------- | --------------------------- |
| 2017   | 24e         | 0,33 %          | Tottenham Hotspur | Cristiano Ronaldo (43,16 %) |
| 2018   | 10e         | 0,98 %          | Tottenham Hotspur | Luka Modrić (29,05 %)       |
| 2019   | 10e         | 2,15 %          | Tottenham Hotspur | Lionel Messi (19,82 %)      |

## Autres distinctions
- Fait membre de l'ordre de l'Empire britannique (MBE) en mars 2019 pour le parcours de l'équipe d'Angleterre au mondial 2018[201].
- Reçoit la liberté de la cité de Londres en mai 2023 en raison de ses performances sportives remarquées[202].

## Aspects extra-sportifs

### Vie privée
En 2019, Harry Kane épouse Kate Goodland, son amie d'enfance. De cette union sont nés quatre enfants : Vivienne, Ivy, Louis et Henry. Son frère, Charlie Kane, est également son agent. En 2024, trois des enfants de Kane sont victimes d’un accident de la route en Allemagne et en ressortent légèrement blessés.

### Autres activités
Depuis 2020, Harry Kane est un sponsor officiel de son ancien club, Leyton Orient, évoluant en League Two. Grand fan de NFL, Harry Kane est un admirateur de Tom Brady, chose qu'il explique notamment en 2022, lorsqu'il est invité dans le show américain The Tonight Show animé par Jimmy Fallon. En octobre 2022, il lance la Harry Kane Foundation, une association caritative qui a pour but de normaliser le rapport à la santé mentale, notamment chez les jeunes. Pour promouvoir son association, Kane se sert de son parcours personnel dans le monde du football, du refus d'Arsenal à l'obtention du brassard de capitaine de l'Angleterre, pour servir de modèle.